# Biserica fortificată din Roadeș

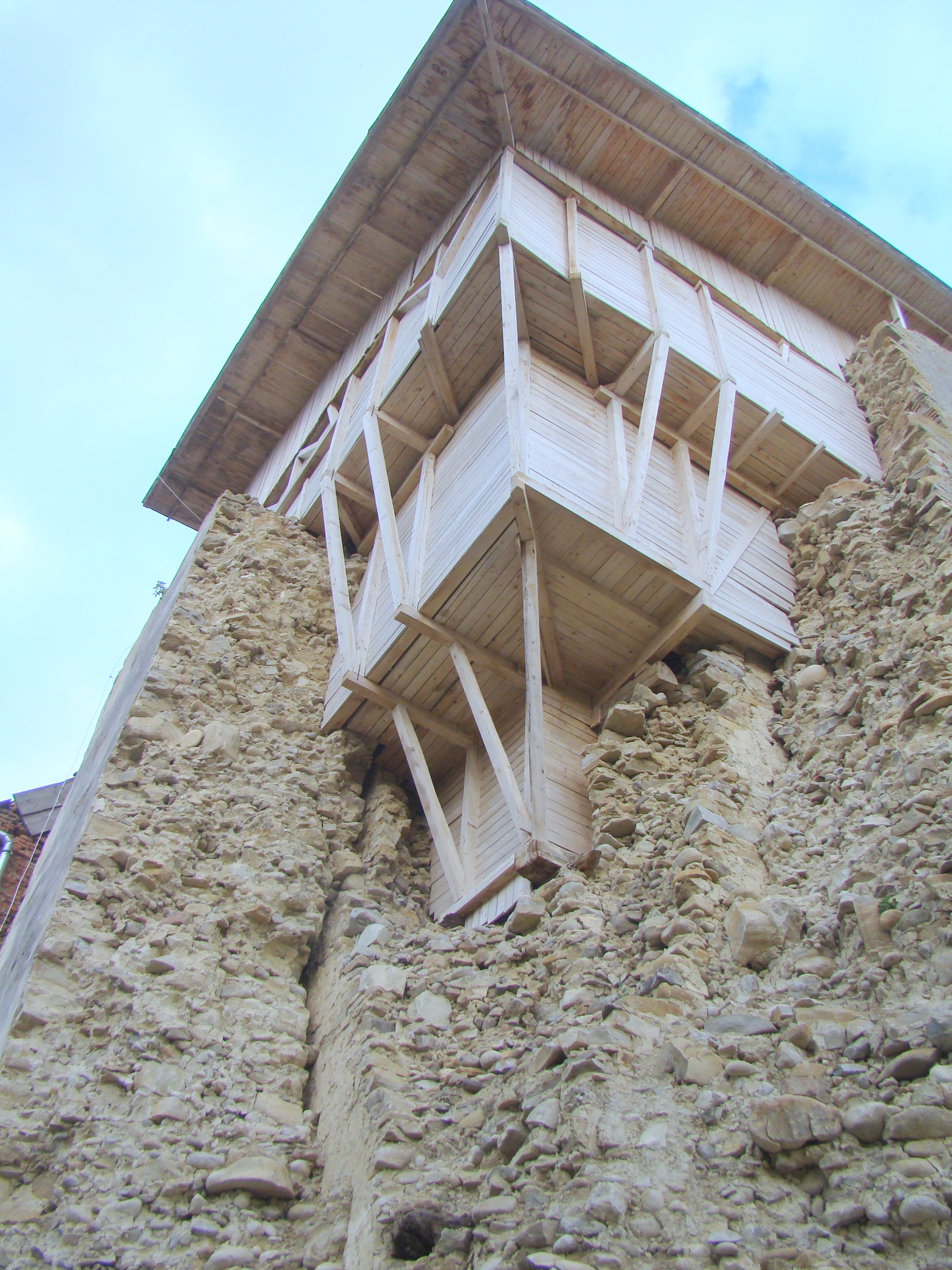
Turnul dupa prăbușirea sa parțială și intervenția provizorie a restauratorilor.

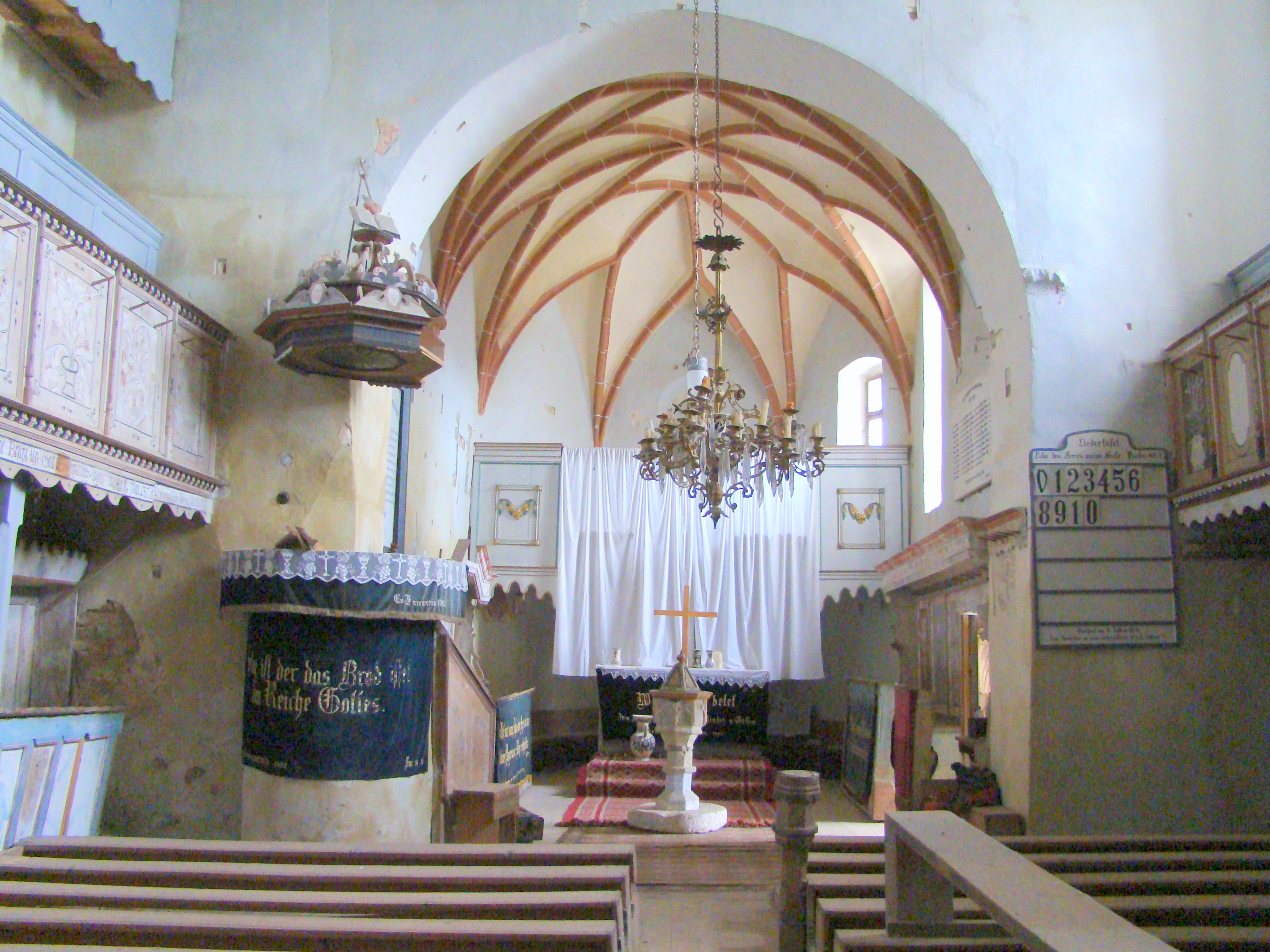
Nava, privind spre altar (tripticul original lipsește)

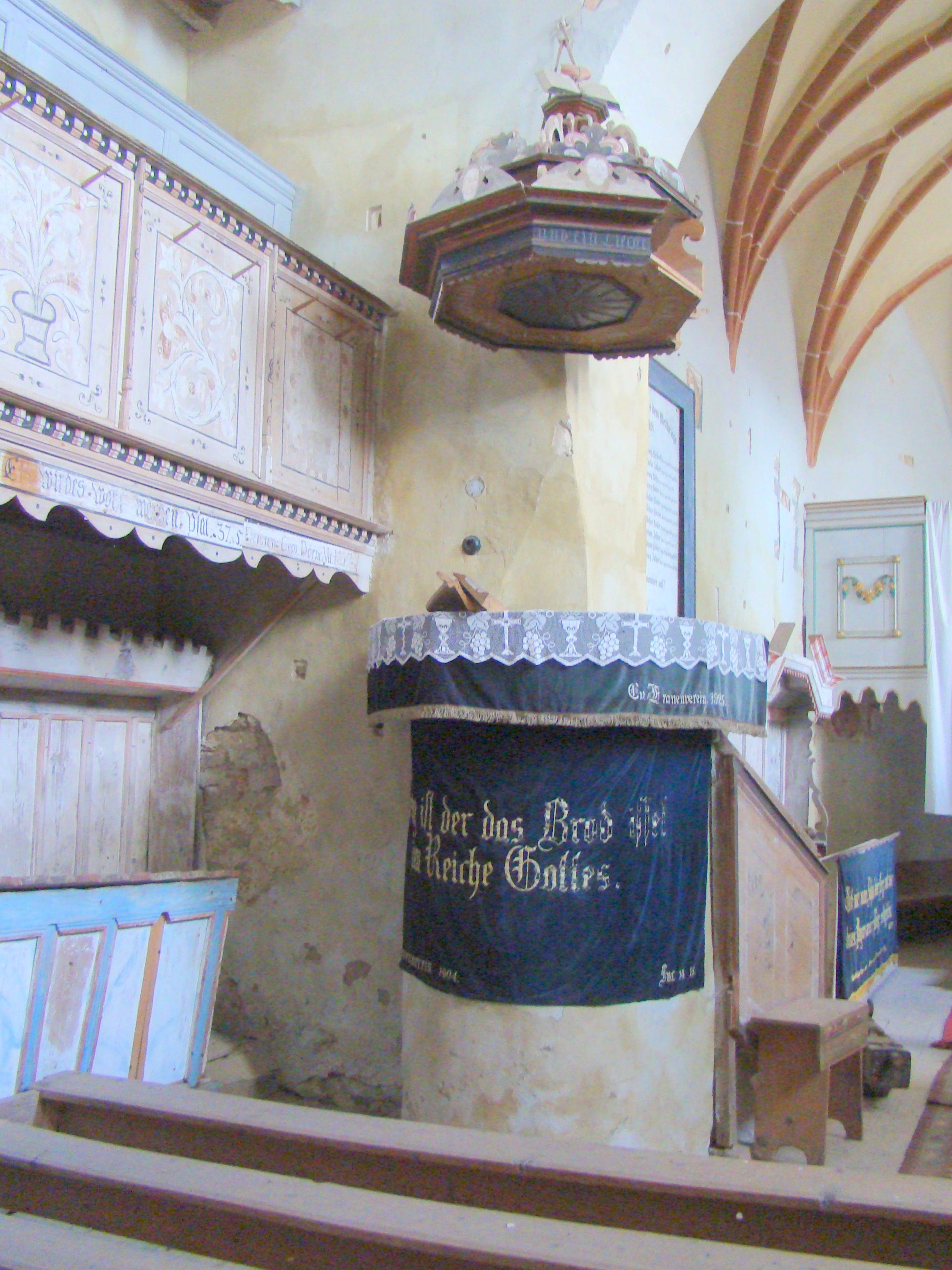
Amvonul

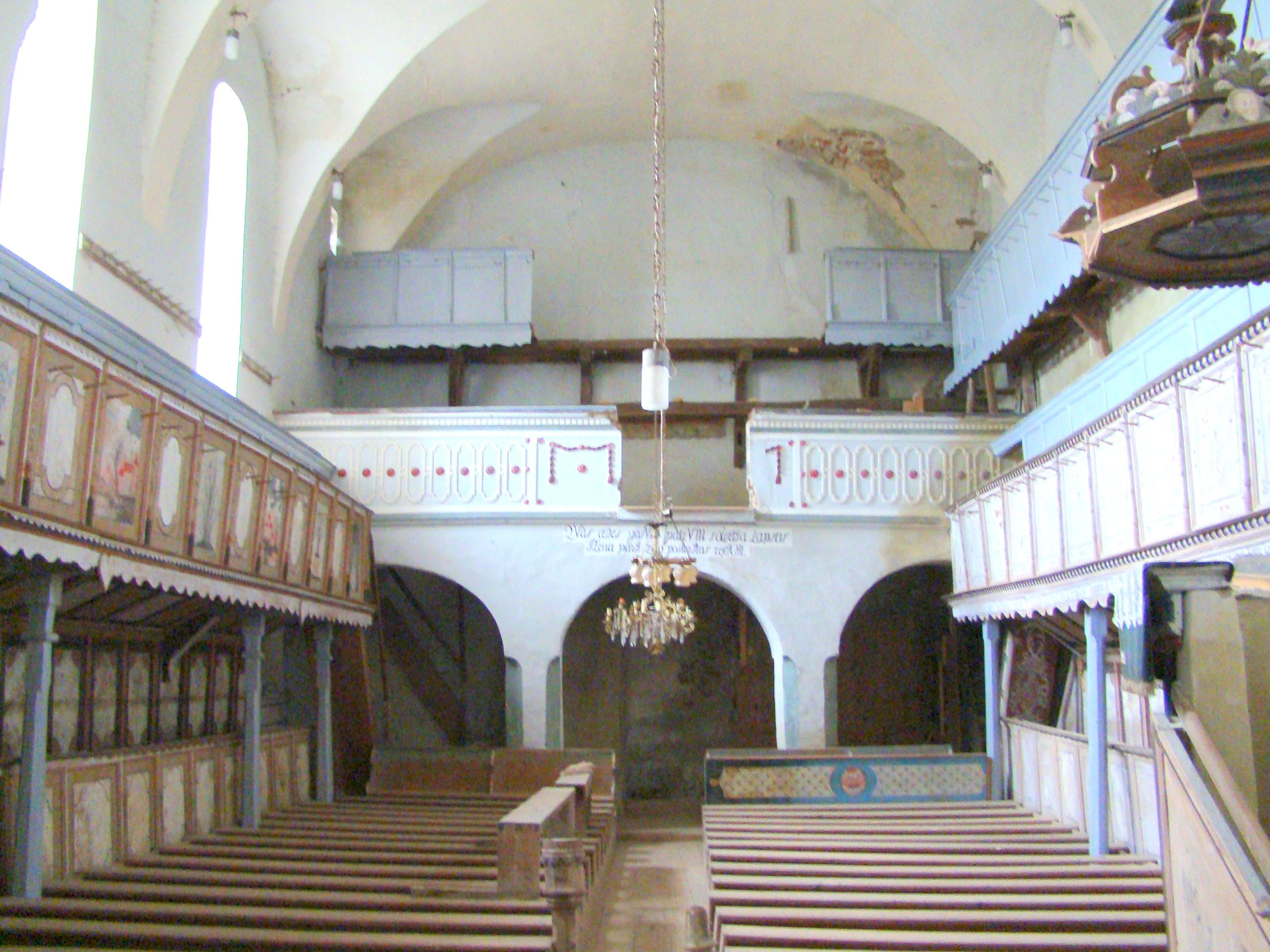
Nava spre empora de vest

Biserica evanghelică fortificată din Roadeș este un ansamblu de monumente istorice aflat pe teritoriul satului Roadeș, comuna Bunești. În Repertoriul Arheologic Național, monumentul apare cu codul 40740.03.
Ansamblul este format din două monumente:
- Biserica evanghelică fortificată (cod LMI BV-II-m-A-11766.01)
- Incintă fortificată, cu drum de apărare, trei turnuri, acces fortificat și zwingere (cod LMI BV-II-m-A-11766.02)

## Localitatea
Roadeș (în dialectul săsesc Raddeln, Radln, Rarlen, în germană Radenthal, în trad. "valea defrișată", colocvial Radeln, „desțeleniș”, în maghiară Rádos) este un sat în comuna Bunești din județul Brașov, Transilvania, România.

## Biserica și cetatea sa
Biserica evanghelică a fost construită de sași în secolele XV-XVI în stil gotic purtând hramul Sfântul Ioan. Construcția a fost terminată în 1526. Elementele cele mai vechi, din secolul al XIV-lea, se întâlnesc la navă și, probabil, cele din prima fază de construcție a clopotniței. Un secol mai târziu, corul a fost refăcut în formele goticului târziu, închis poligonal, cu o frumoasă boltă sprijinită de contraforturi. La începutul secolului al XVI-lea au fost făcute noi amenajări: sacristia (1526), cu ușa ornamentată, una dintre raritățile de acest tip din provincie; supraînălțarea navei și dotarea ei cu un drum de strajă de zidărie, sprijinit pe arce; și manșonarea turnului.
La interior, altarul gotic triptic (care a fost furat în 1990, regăsit, și se află în prezent la Sibiu în Biserica Sf. Ioan) aparține și el aceleiași perioade (datat 1533, provenit din școala maestrului Veit Stoss), în timp ce cristelnița din piatră este și ea din goticul târziu. Tot în interior, mai pot fi admirate panourile amplei empore (galeria de la etaj), care urmează trei laturi ale navei, cu picturi din secolele XVII-XVIII.
Fortificația din jurul bisericii are elemente de datare mai precise. Prima curtină s-a clădit în cursul secolului al XVI-lea, pe un traseu oval-alungit neregulat, cu două perechi de turnuri exterioare, de flancare, tinzând să respecte nordul și sudul.
Curtina a doua, care s-a alipit doar către sud, est și, parțial, nord, poseda o intrare pe arce, asemănătoare fortificațiilor bisericii din Biertan, precum și un semiturn (zidit spe exterior, dar deschis spre interior), la sud-est. Cel din urmă a fost construit în 1644.
În februarie 2012 o porțiune de 8 m a zidului de incintă, inclusiv secțiunea corespunzătoare a drumului de strajă din lemn, s-a prăbușit, dar a fost restaurată integral în același an cu ajutorul Ministerului Culturii din Germania și prin grija fundației cântărețului de rock Peter Maffay.
În 2015 a apărut o crăpătură pe întreaga înălțime a turnului bisericii, care s-a mărit de la o lună la alta, iar în februarie 2016, după o iarnă cu temperaturi schimbătoare, cu vânt și ploi abundente, o parte din turn s-a prăbușit la pământ, lăsând în urmă un morman de bolovani.
Orga bisericii, construită de Peter Gottlieb Schneider în anul 1838, a fost depozitată temporar, de la începutul lunii martie 2016, pe galeria laterală a Bisericii Negre din Brașov.

## Imagini din exterior

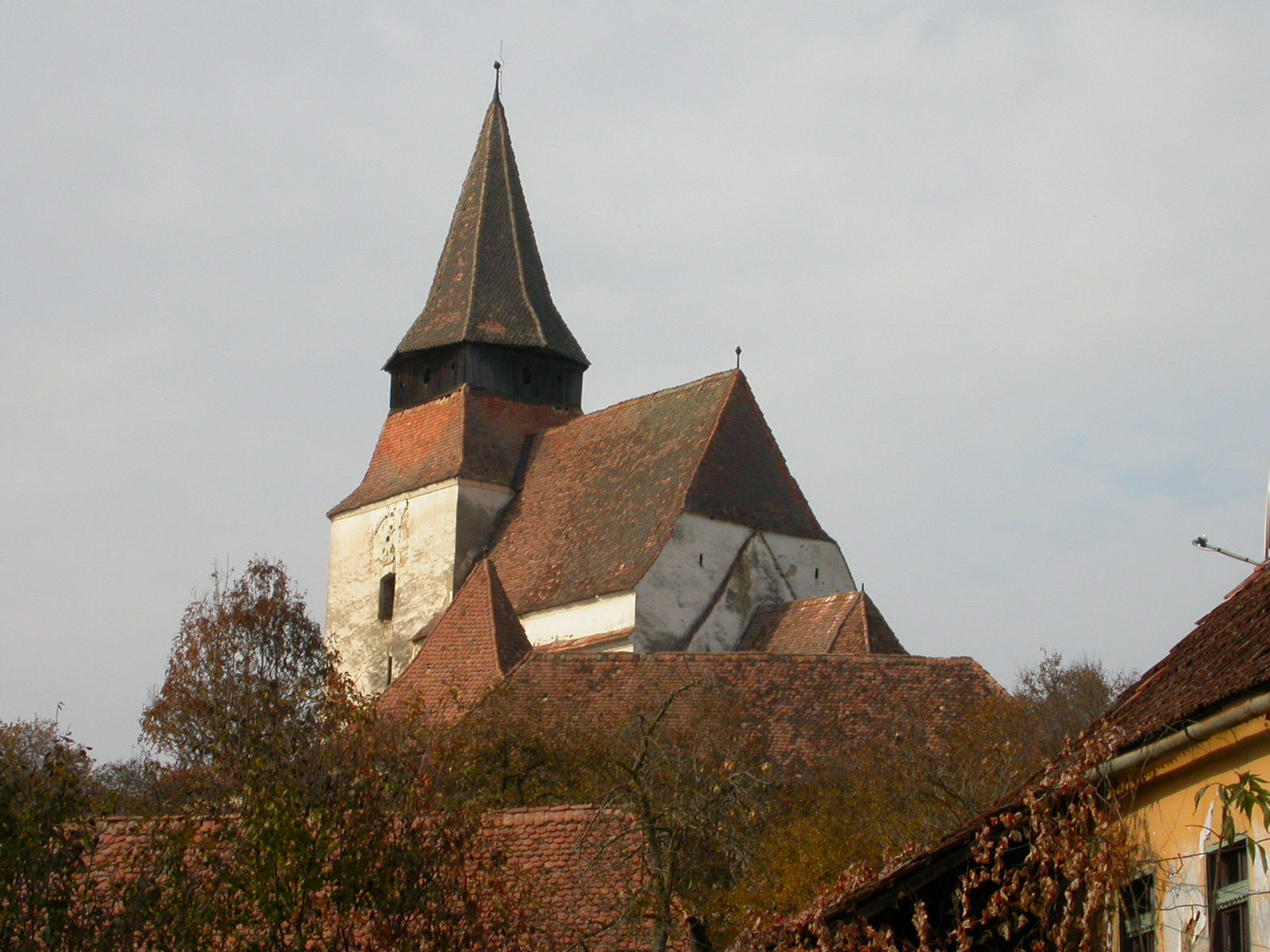
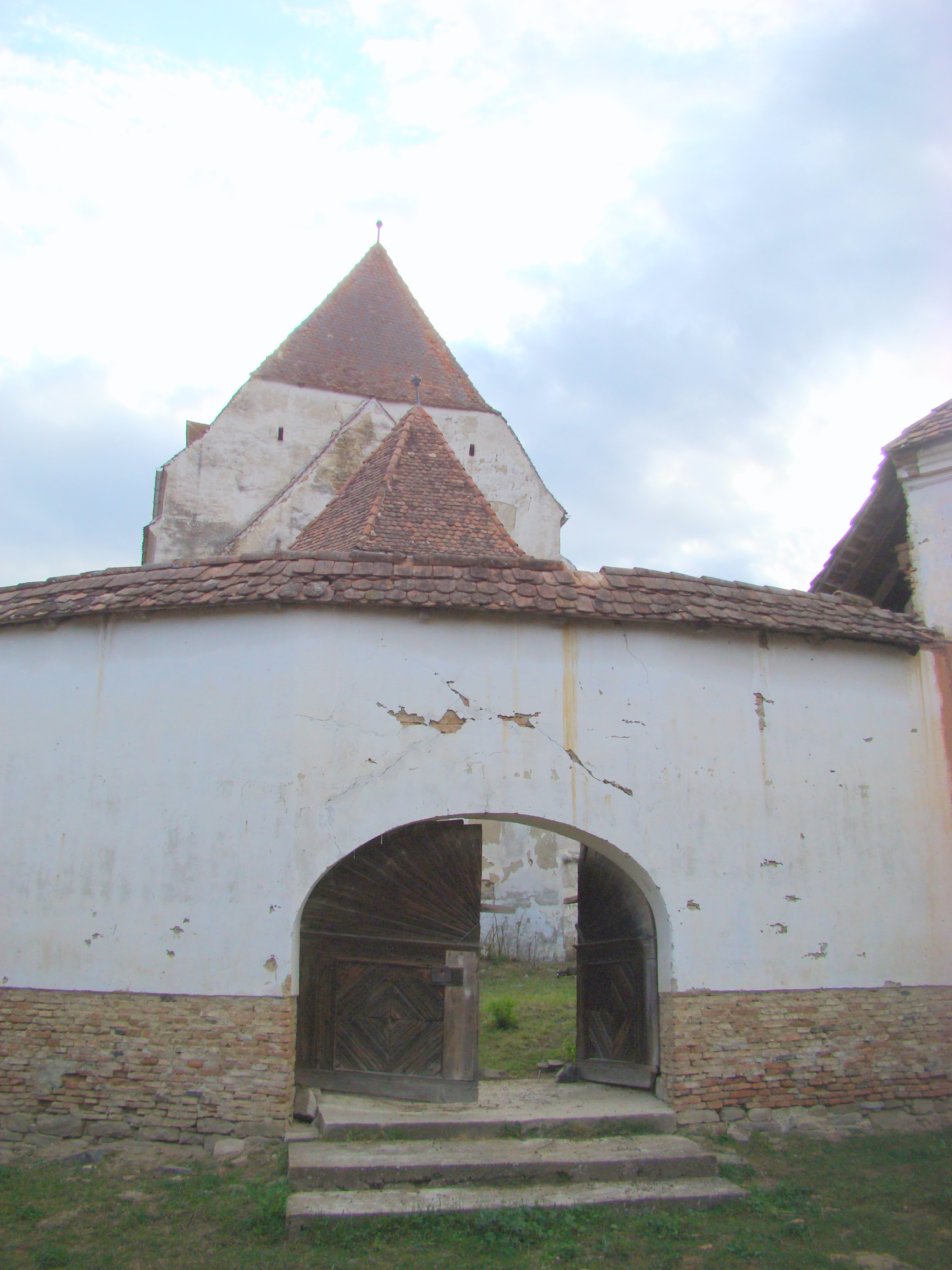
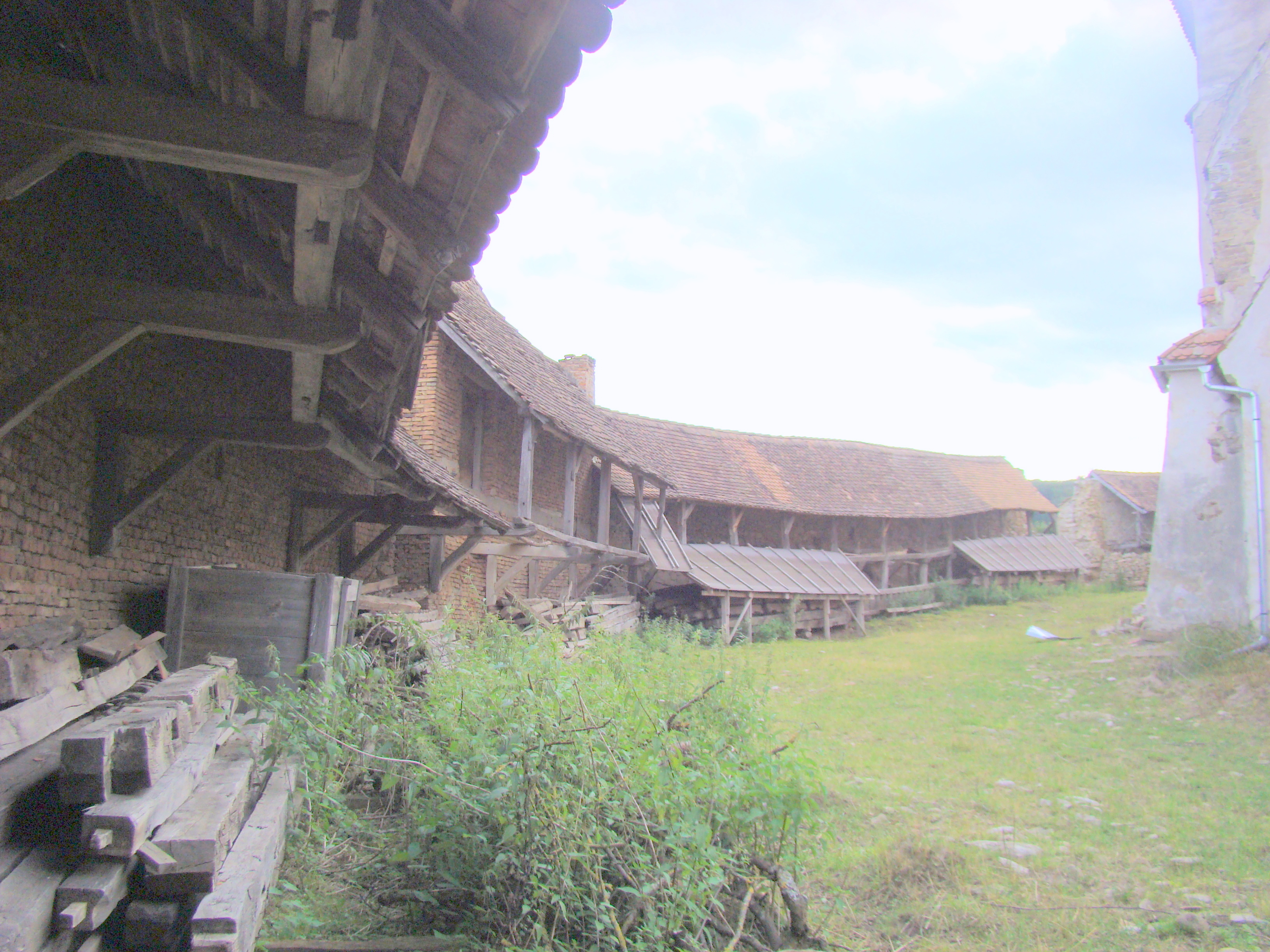
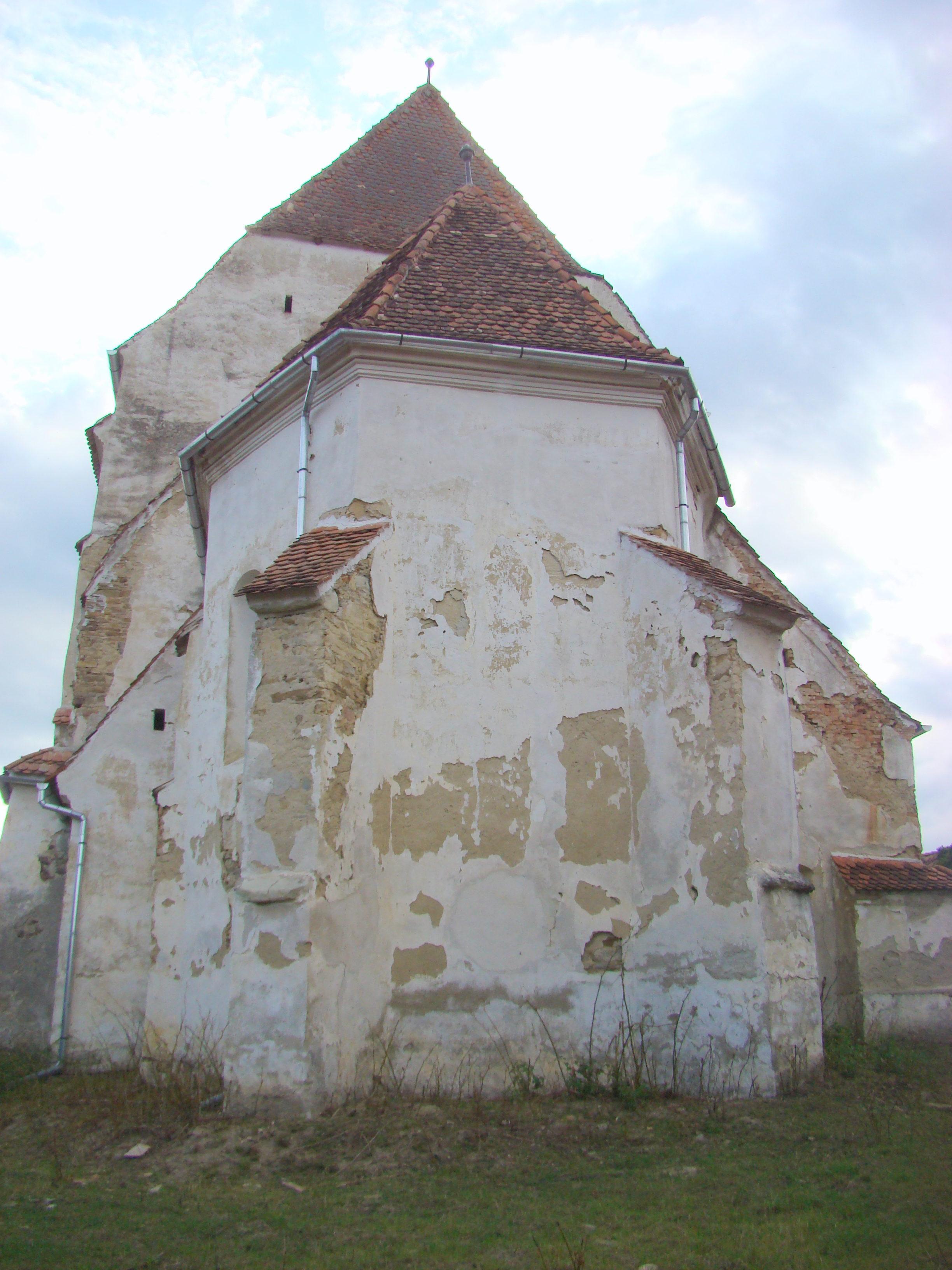
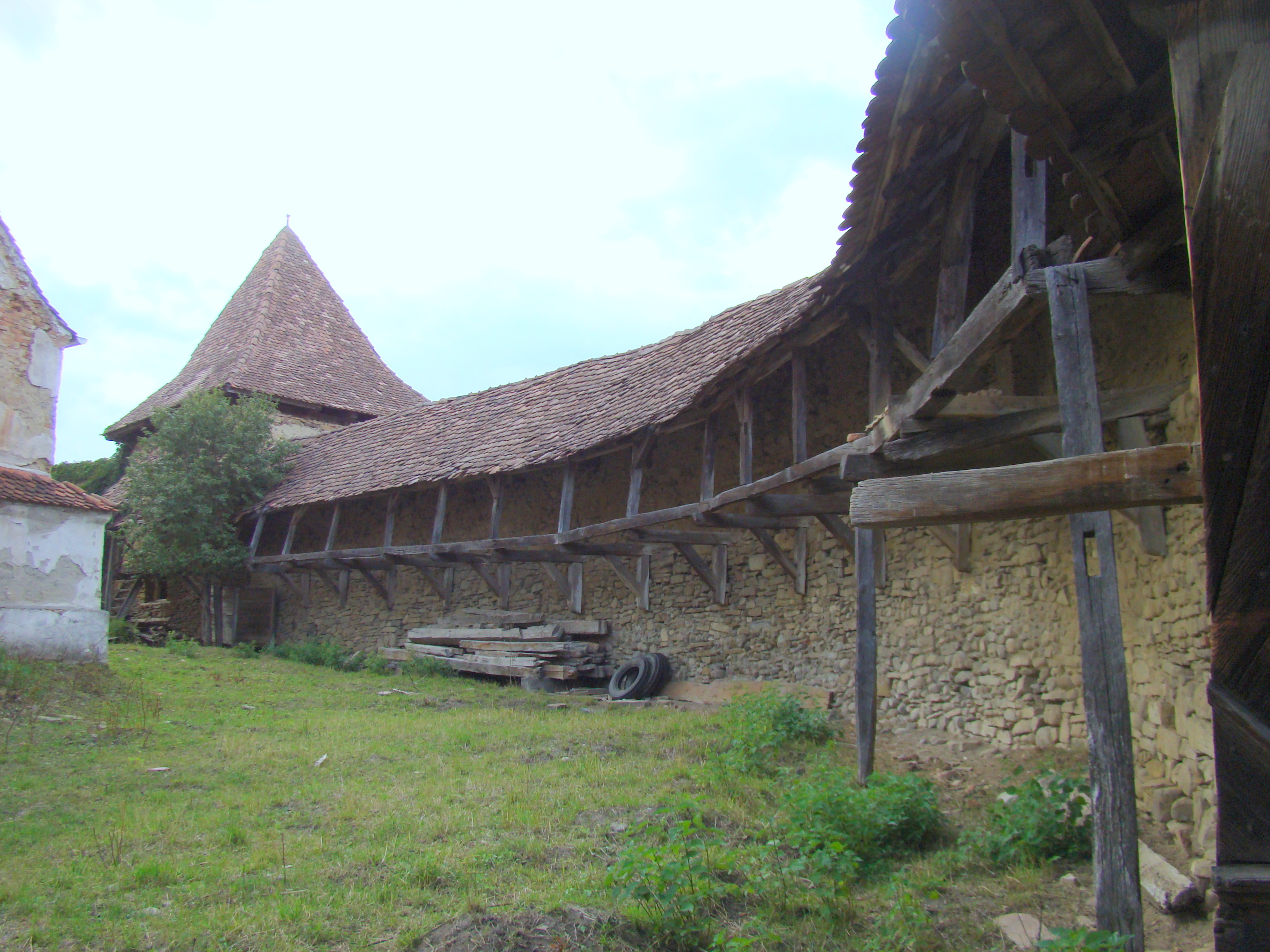
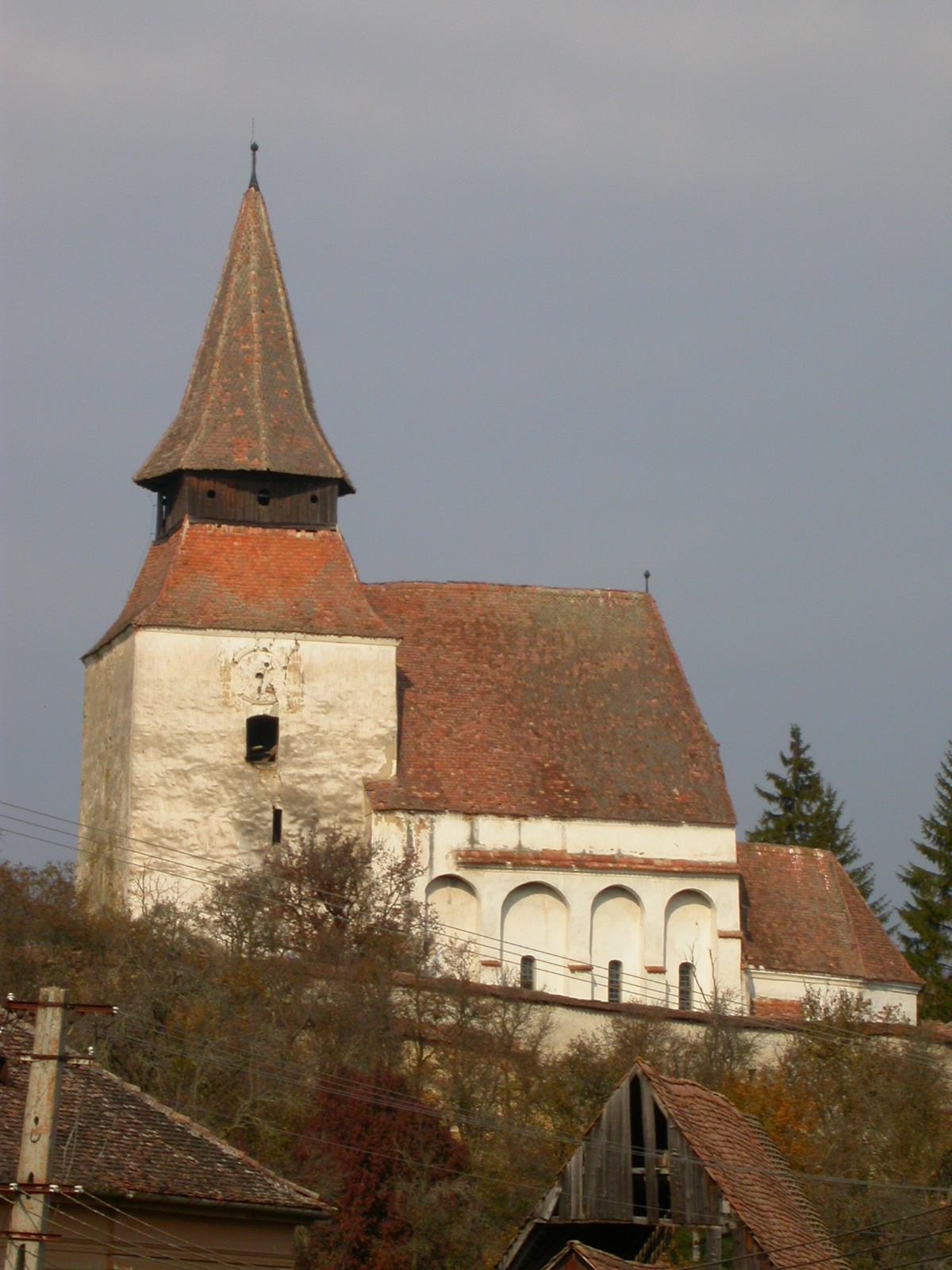
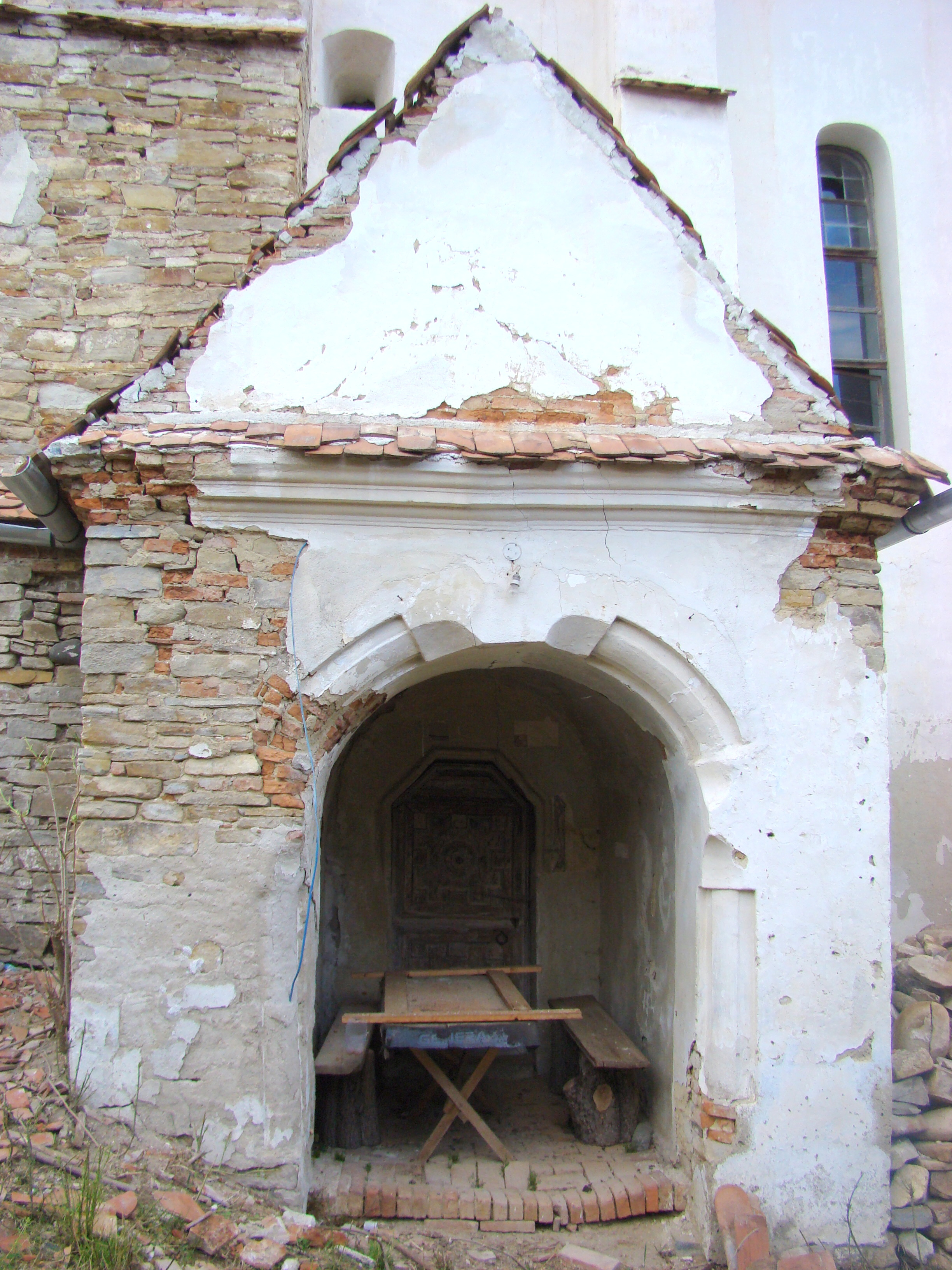
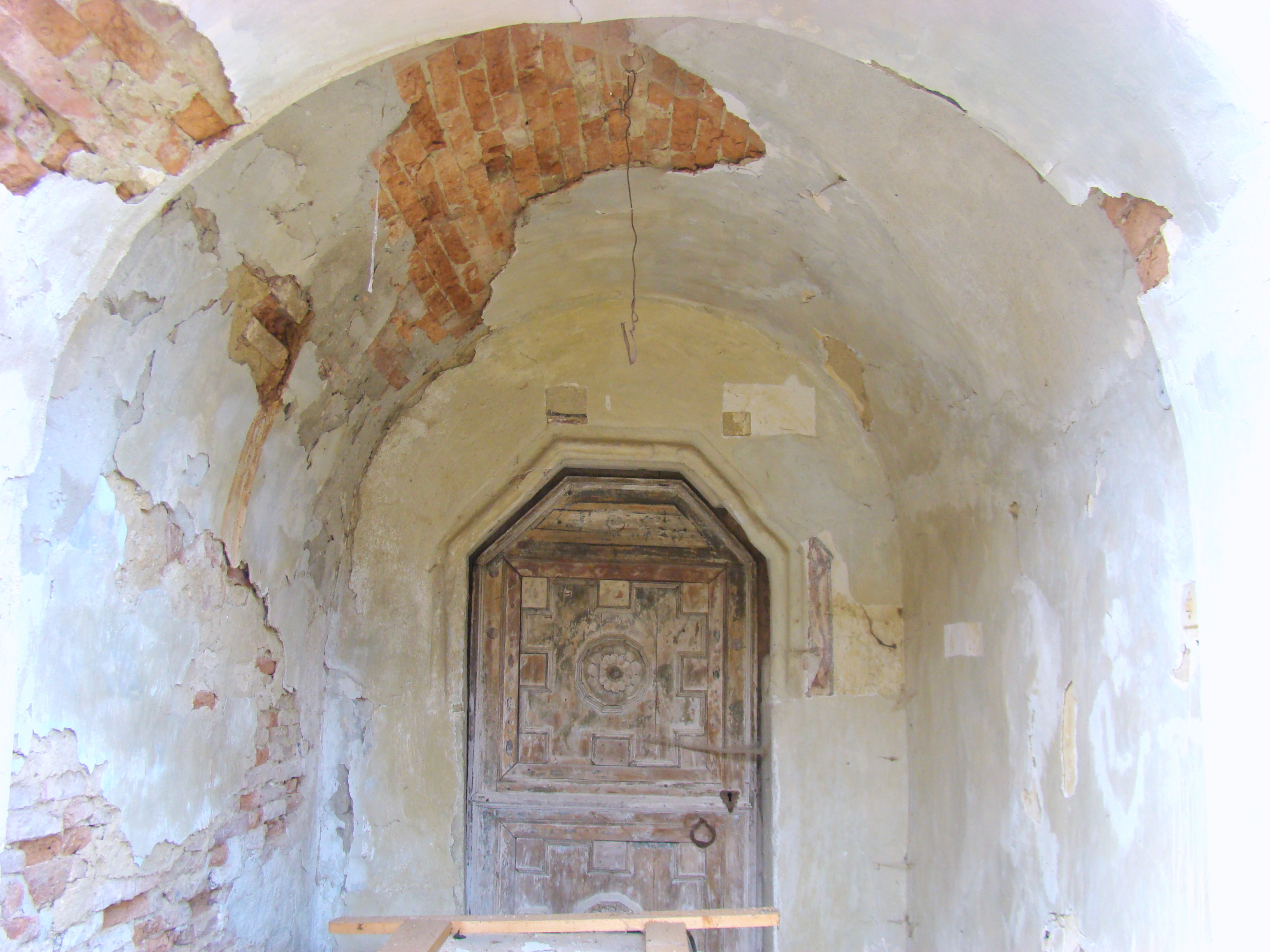
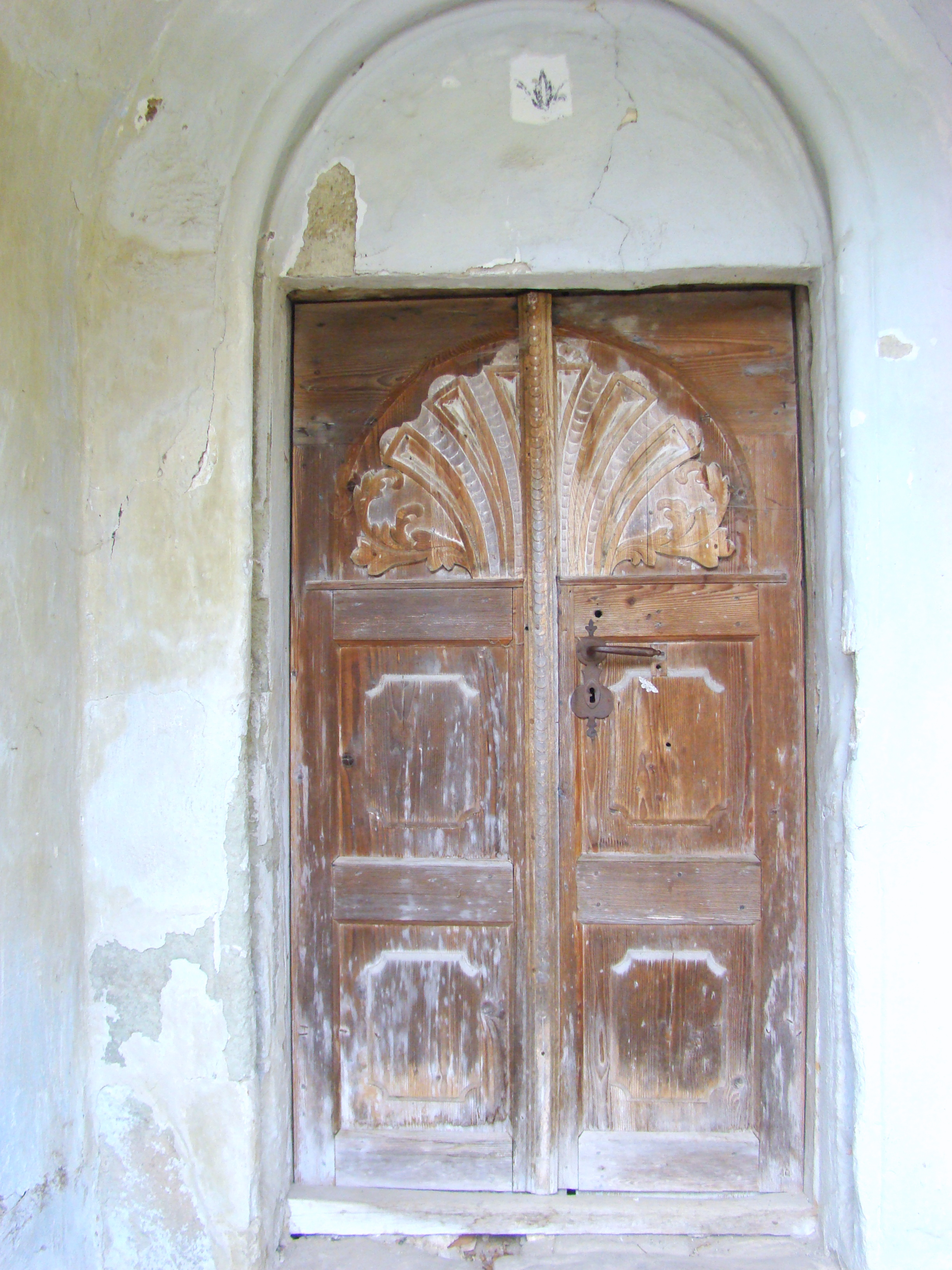
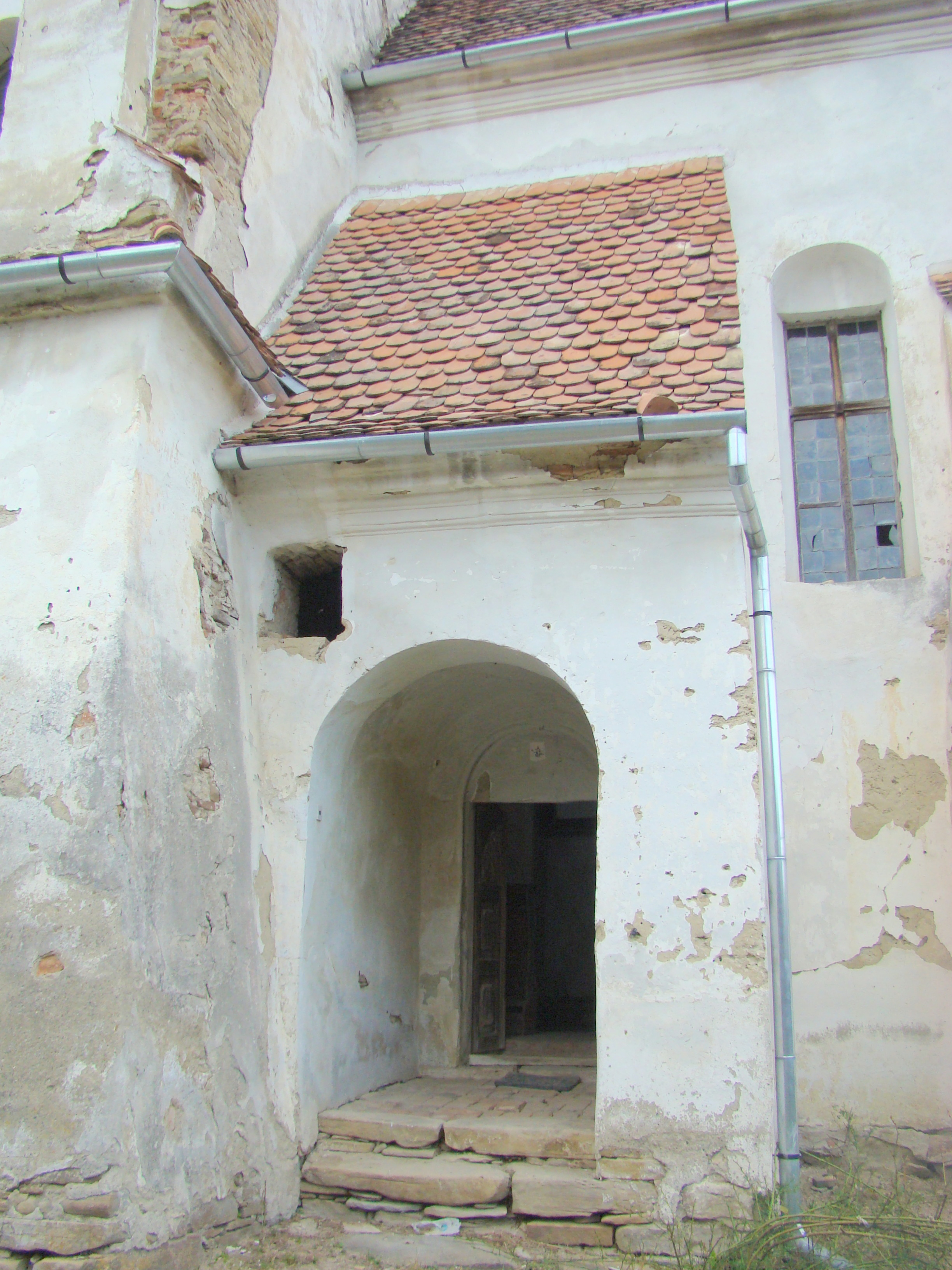
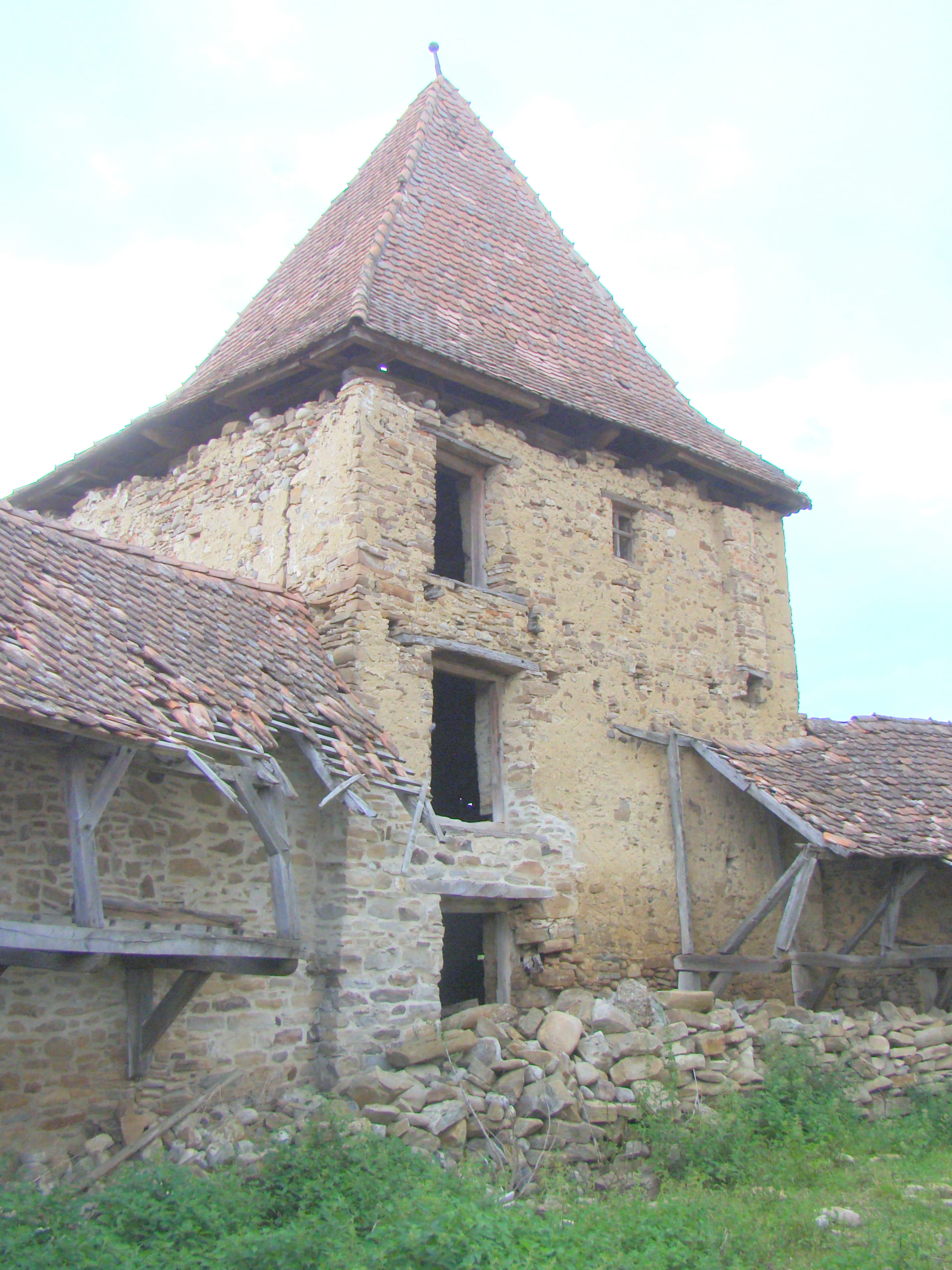
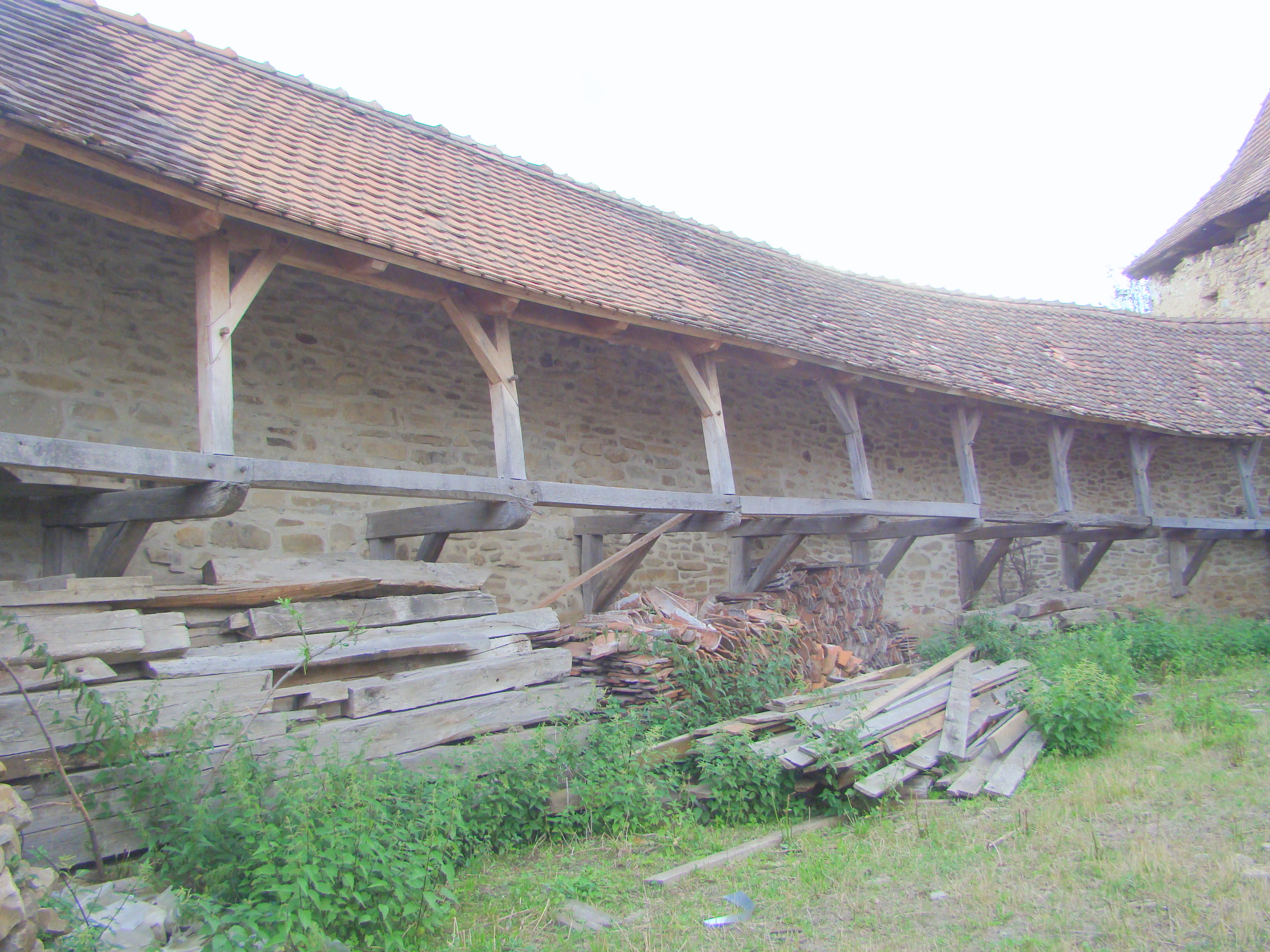
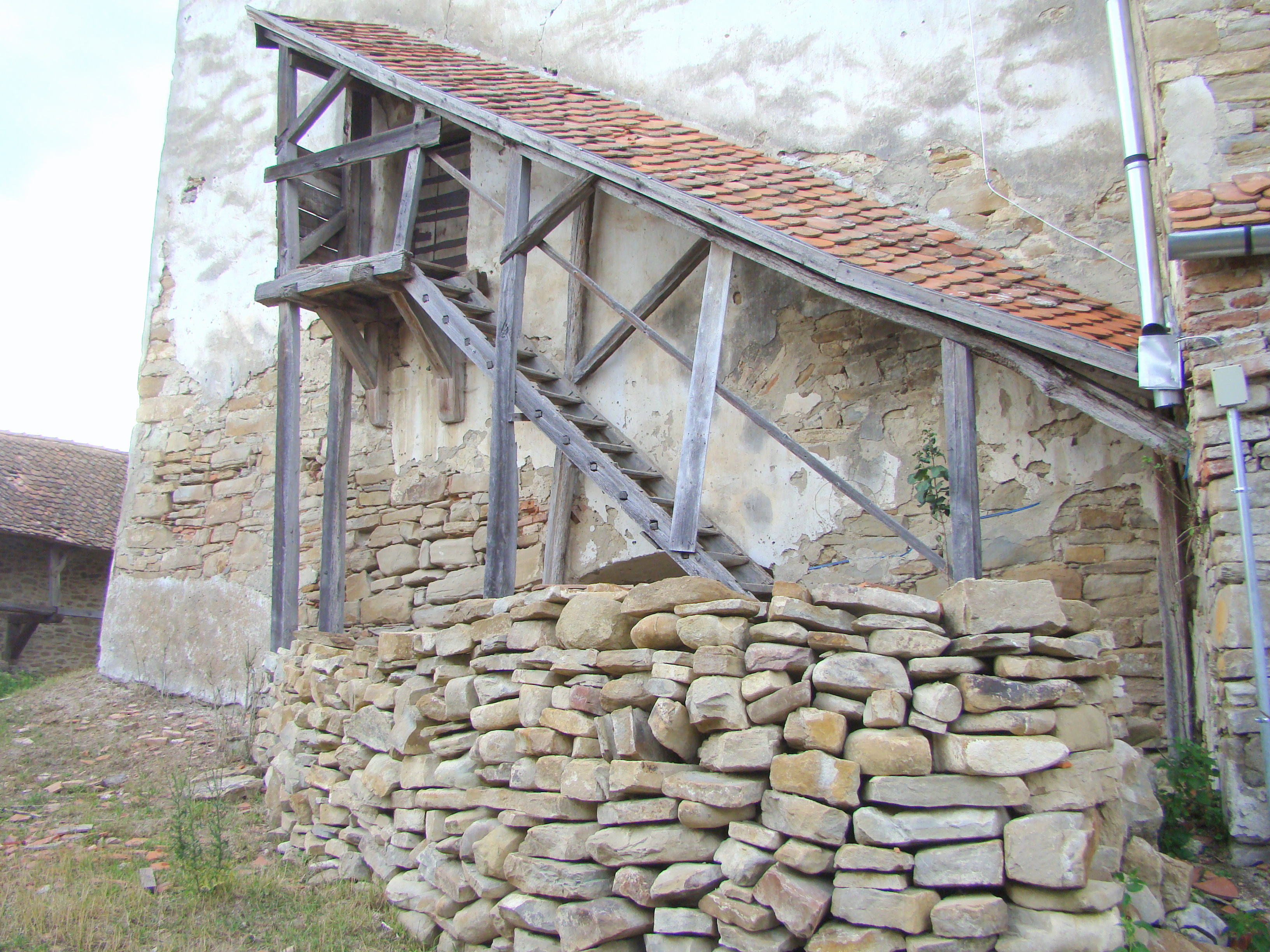
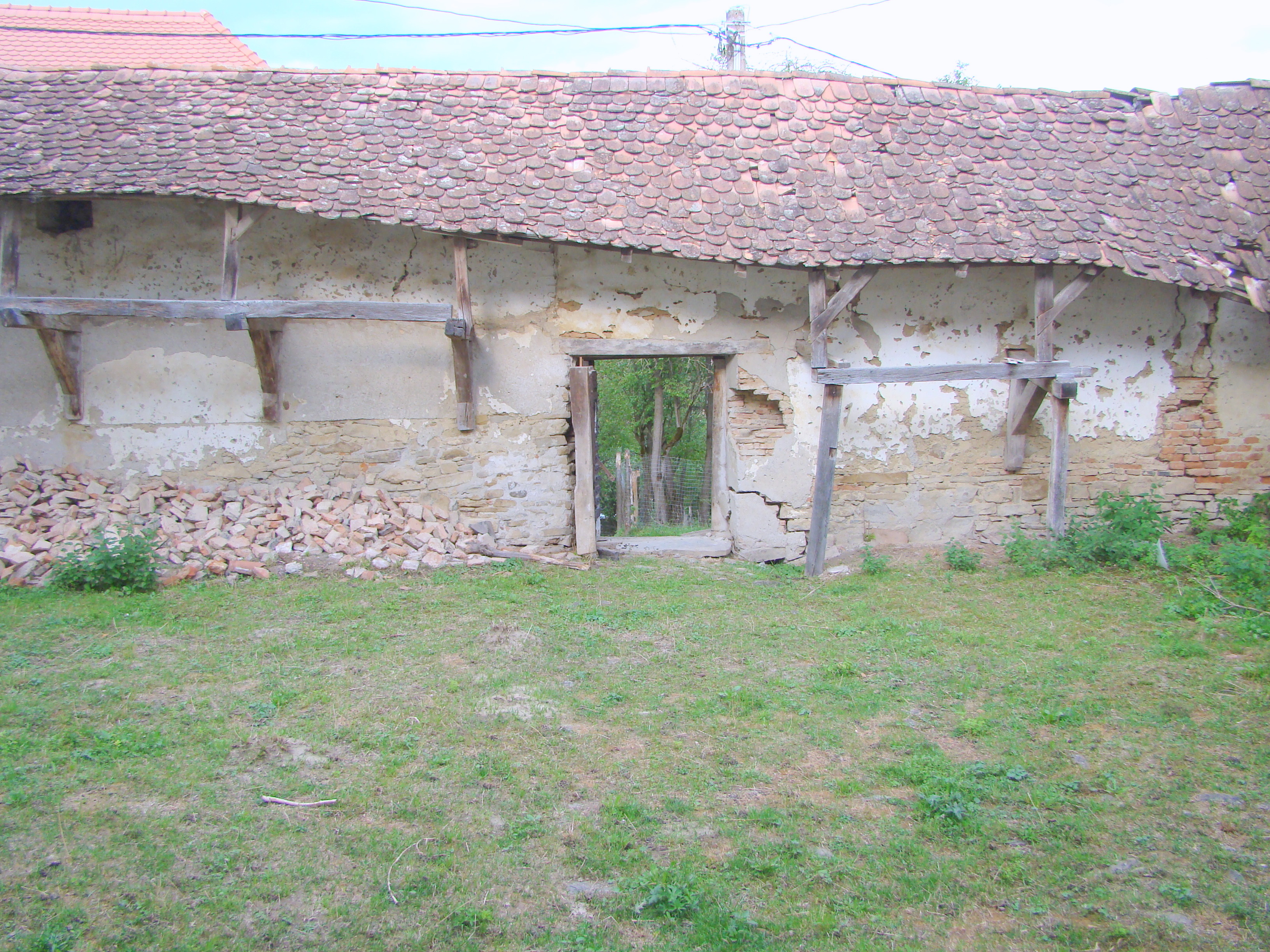
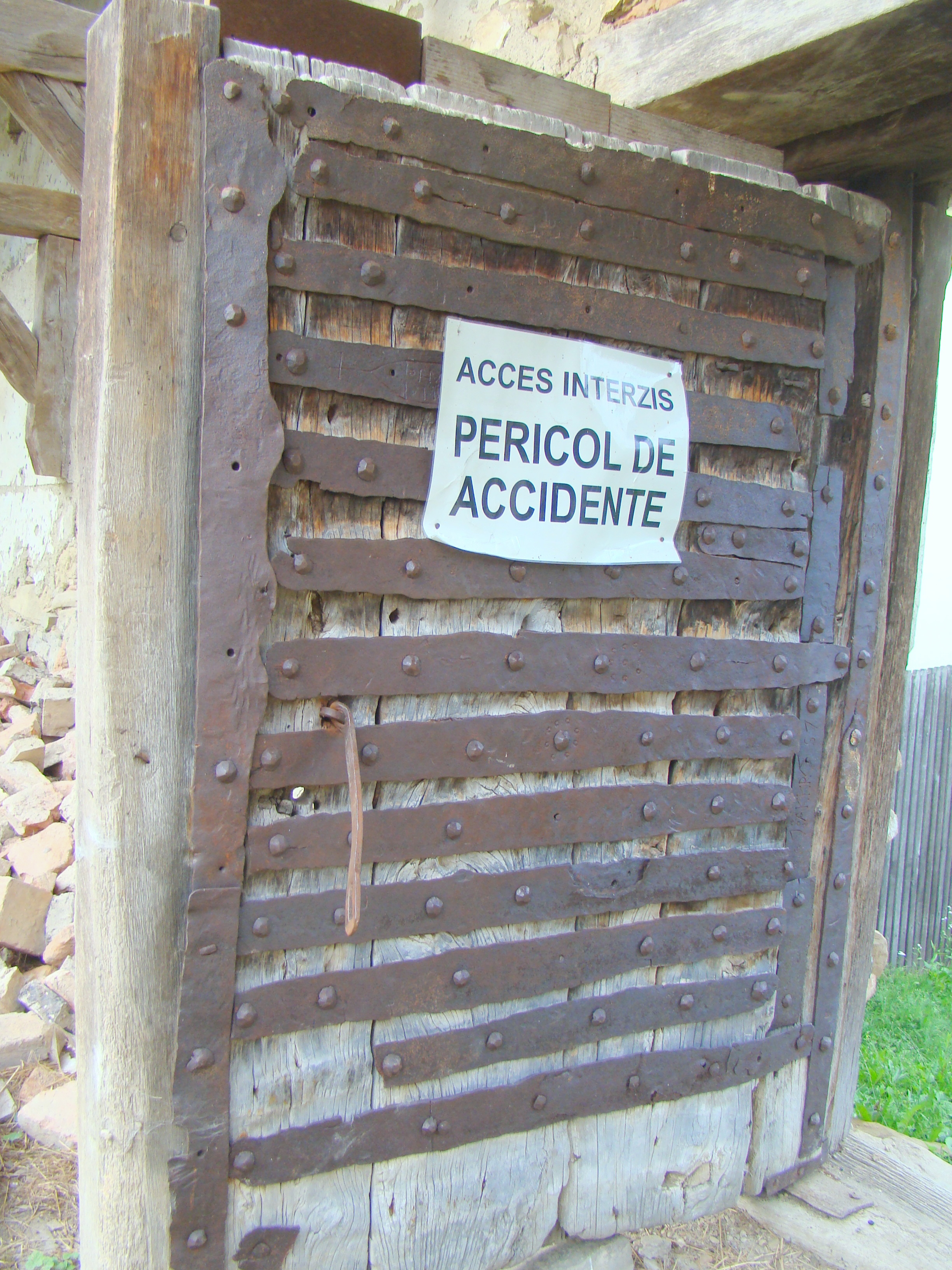
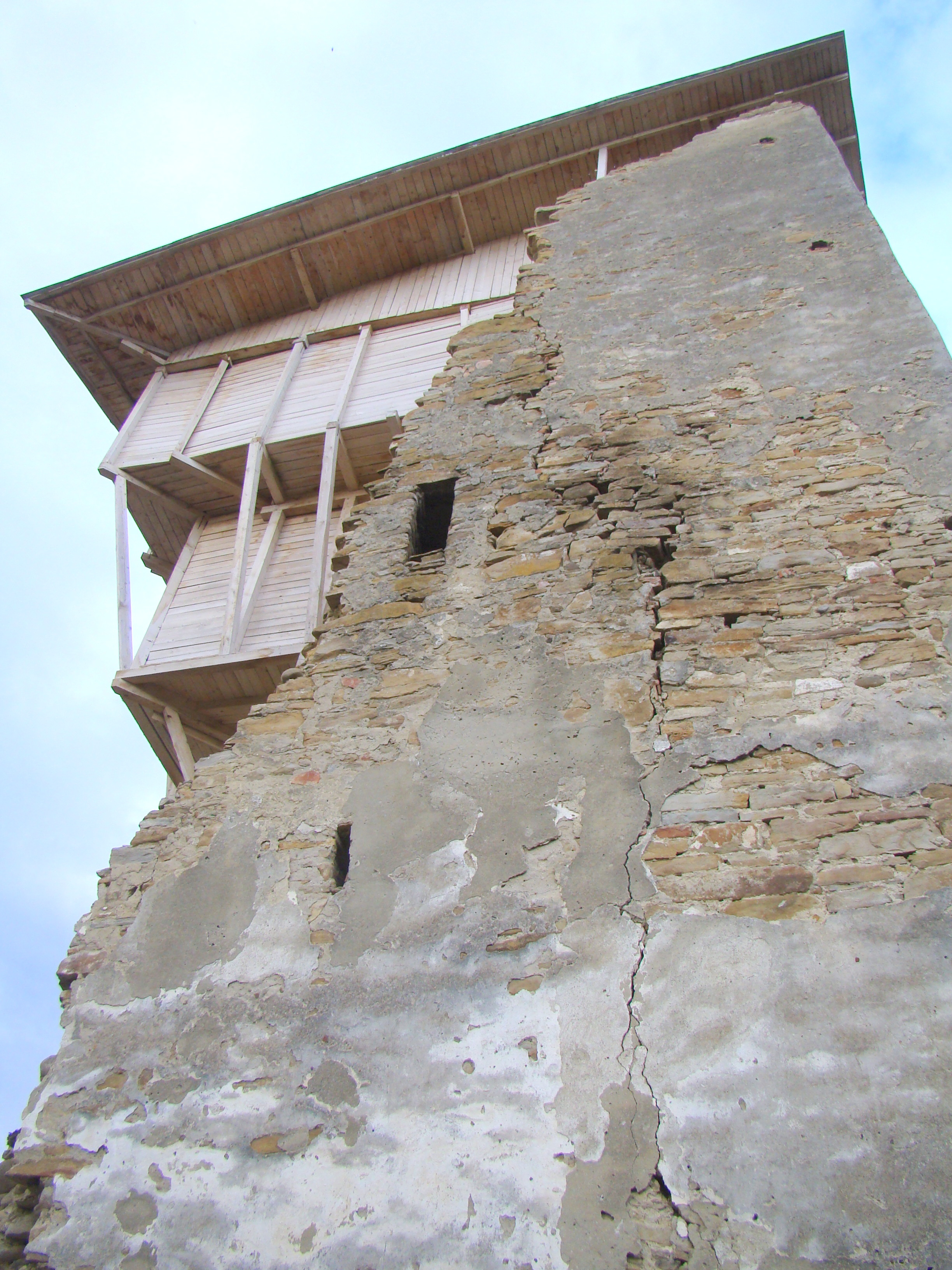
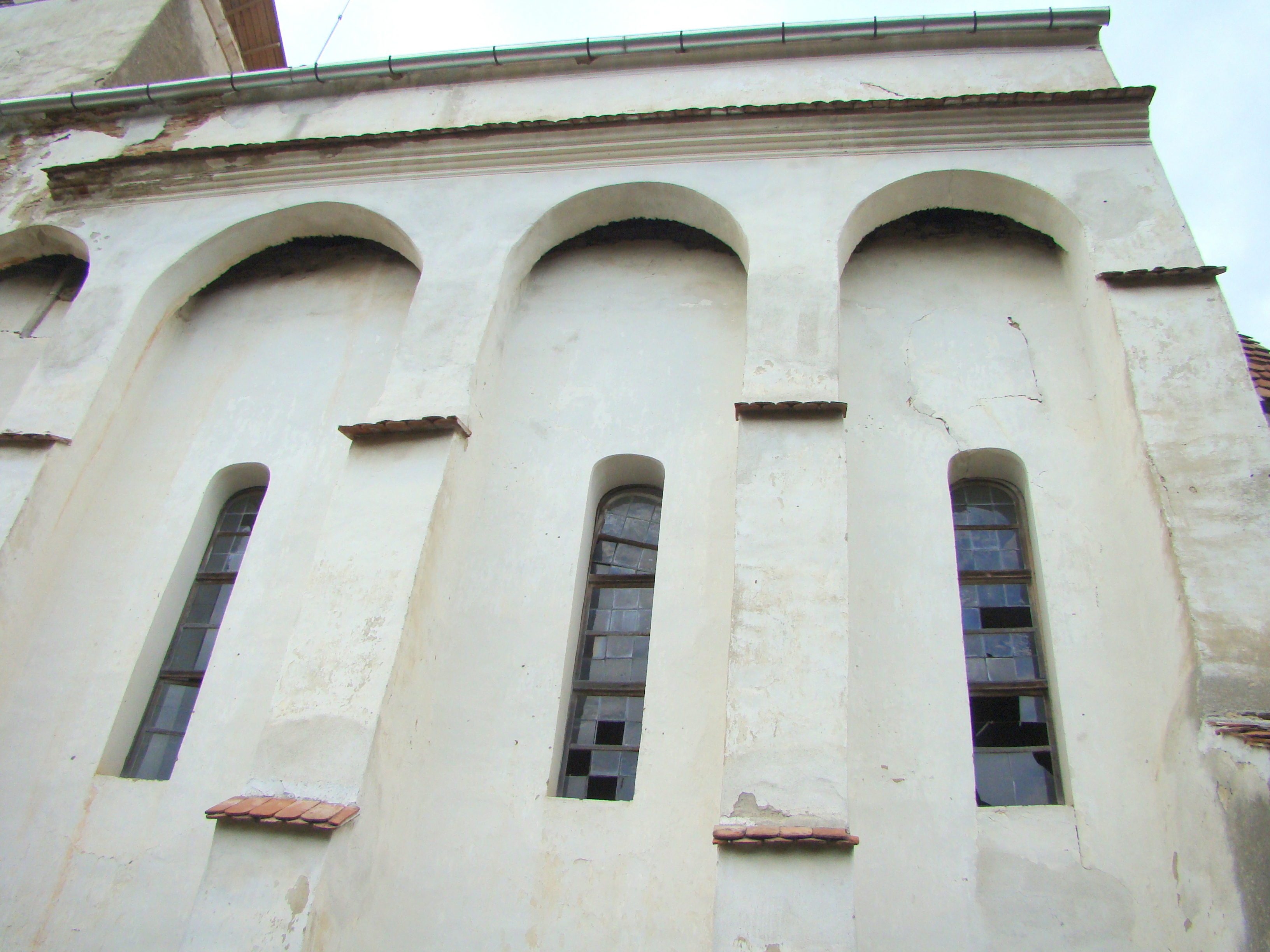
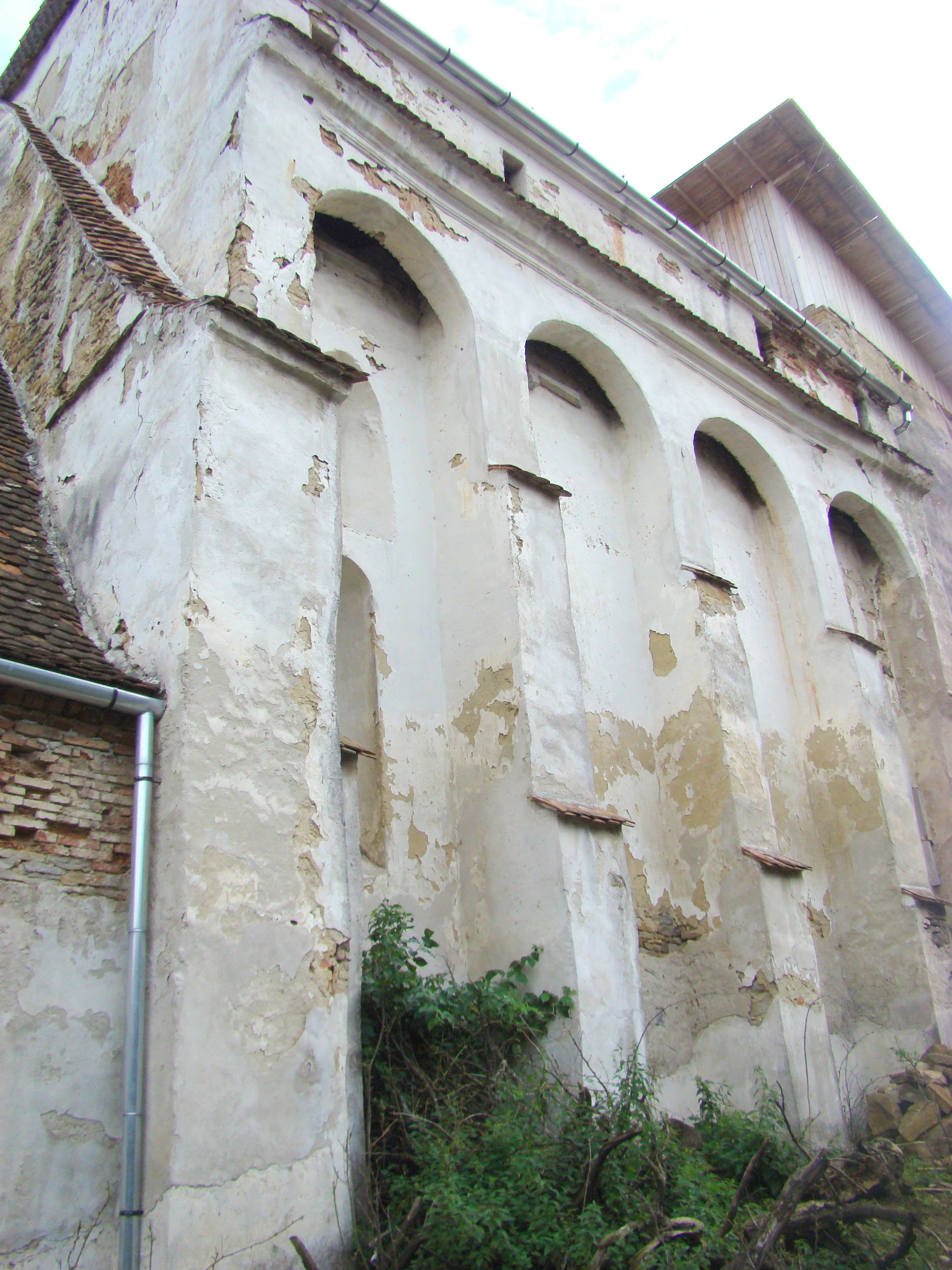
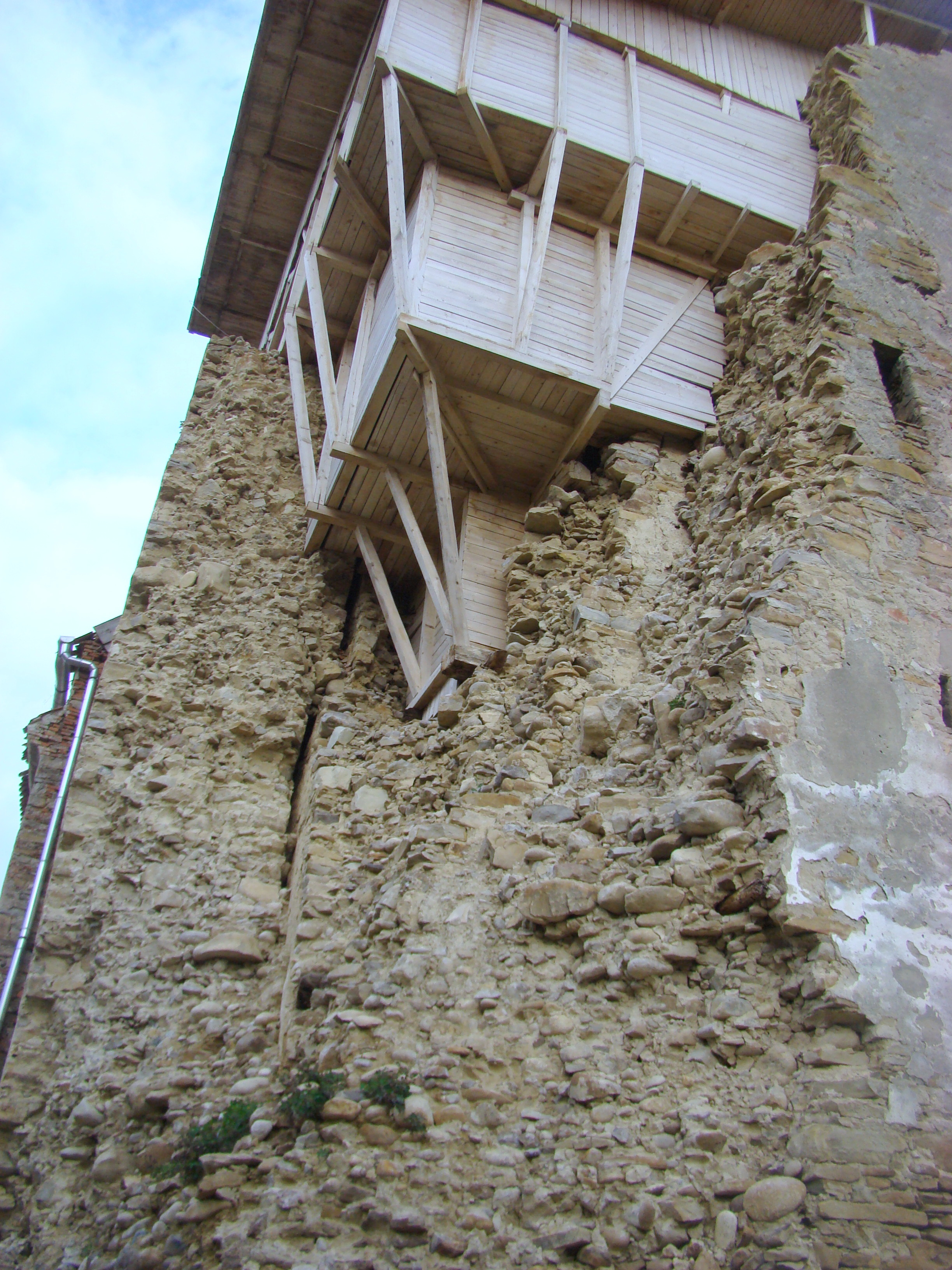
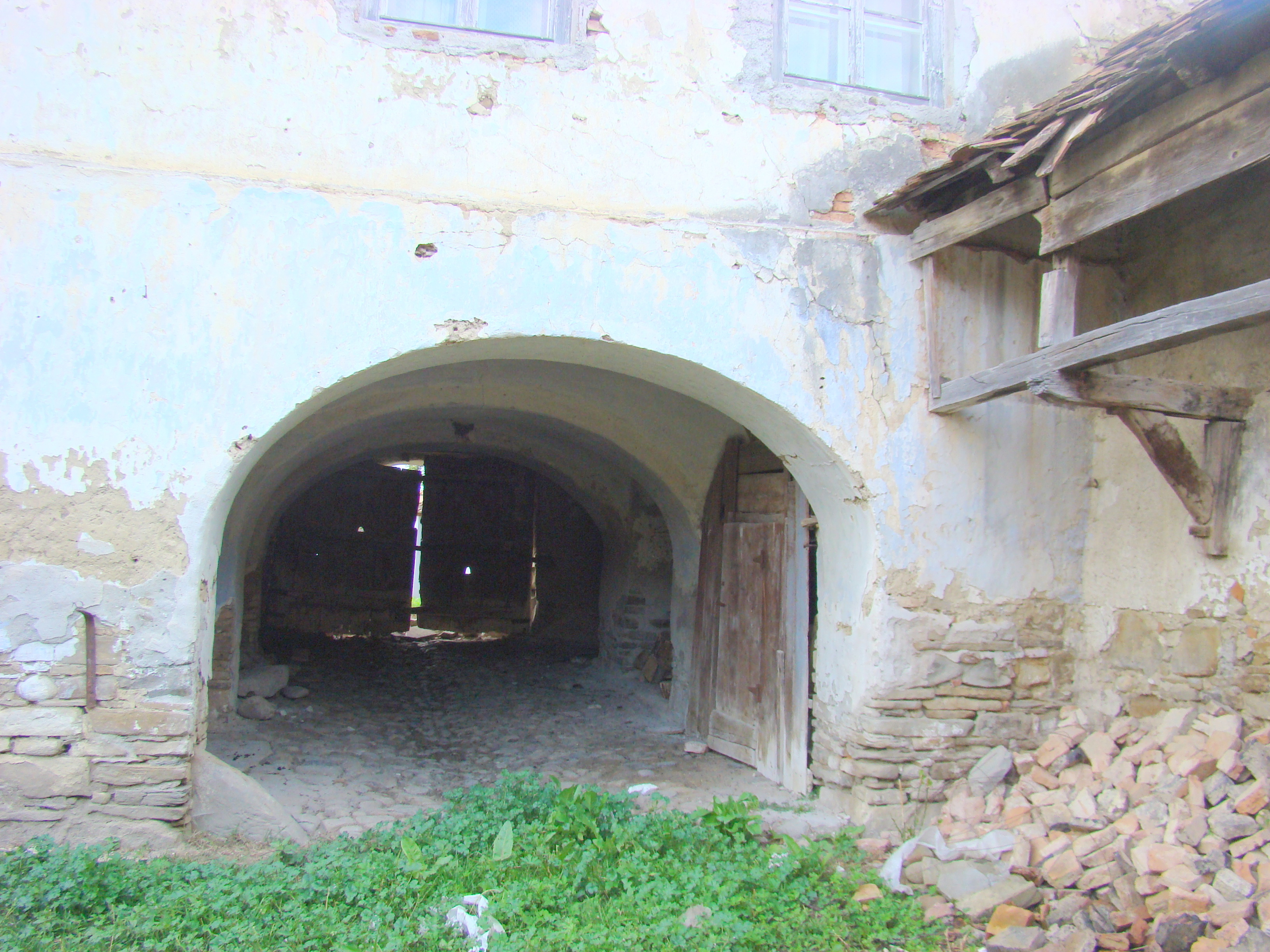
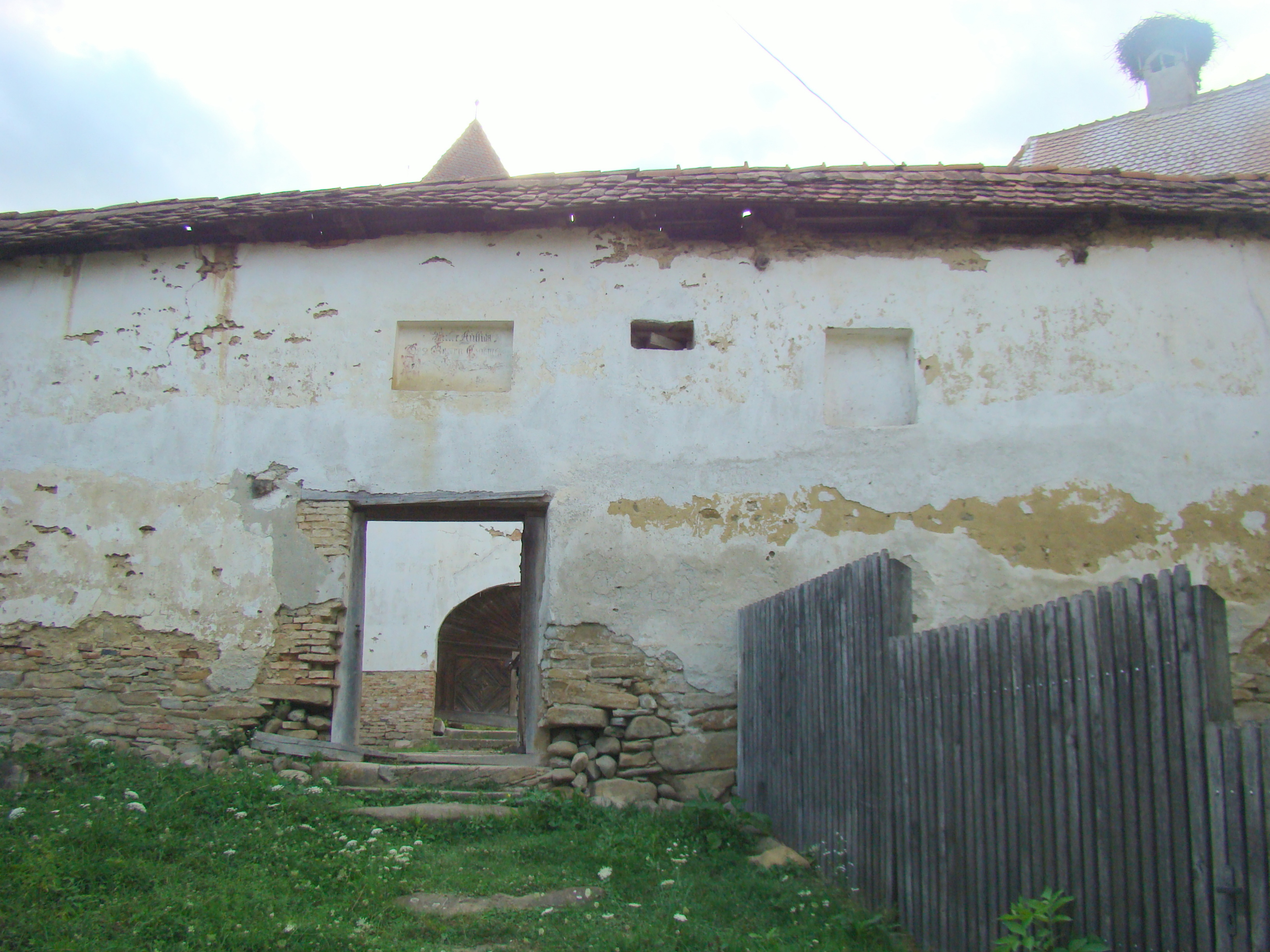
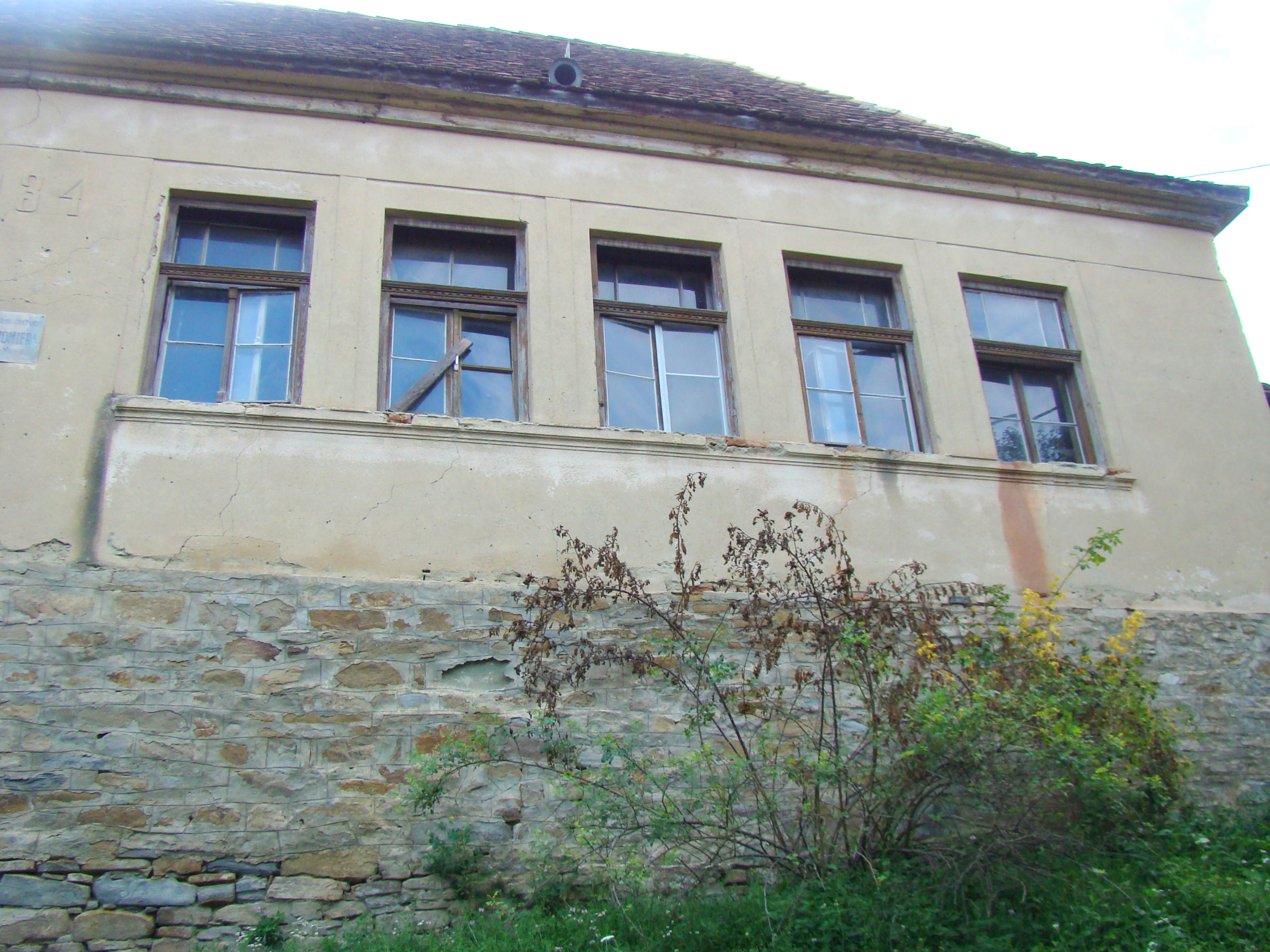
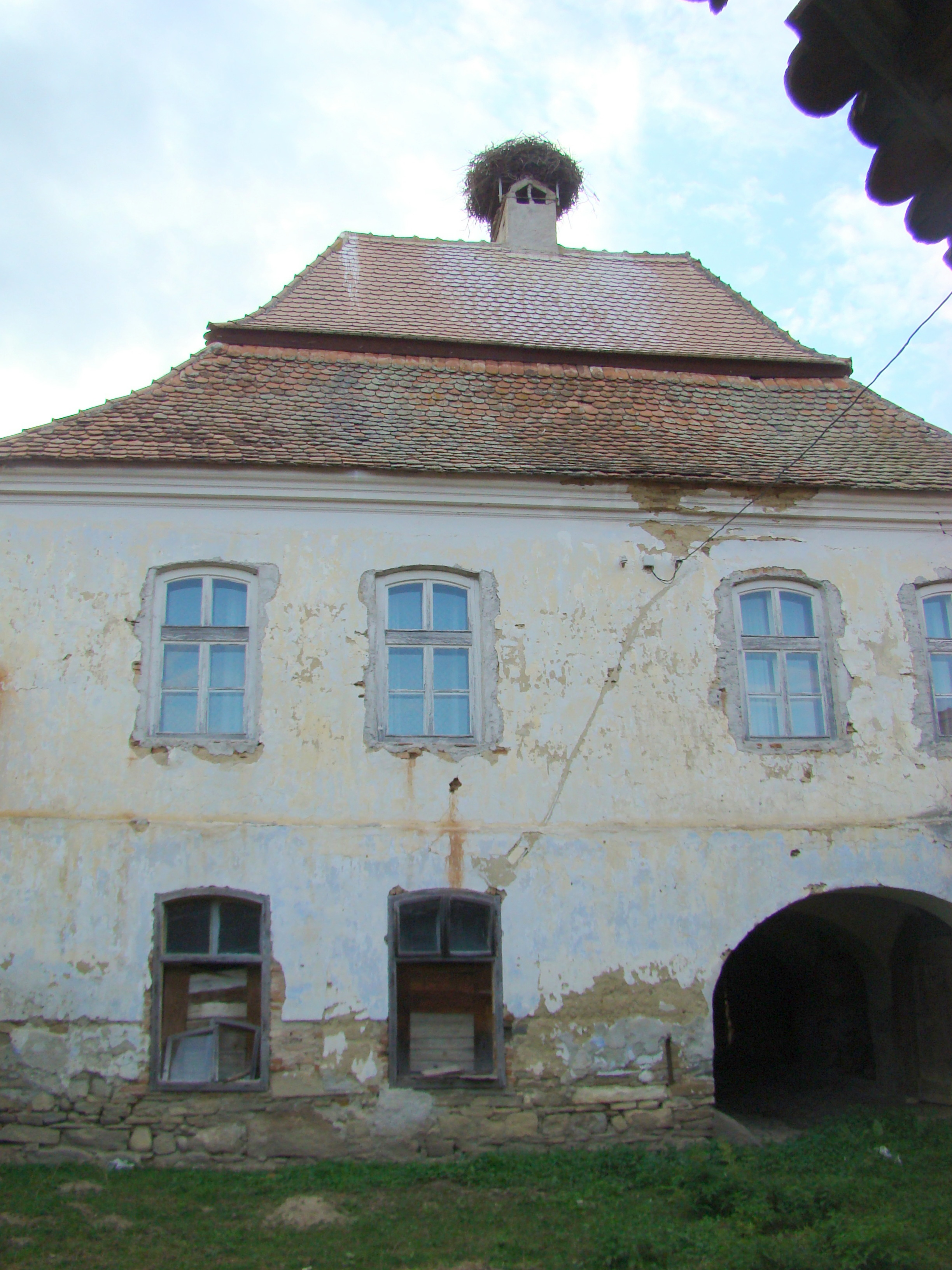

## Vezi și
- Roadeș, Brașov

## Imagini din interior

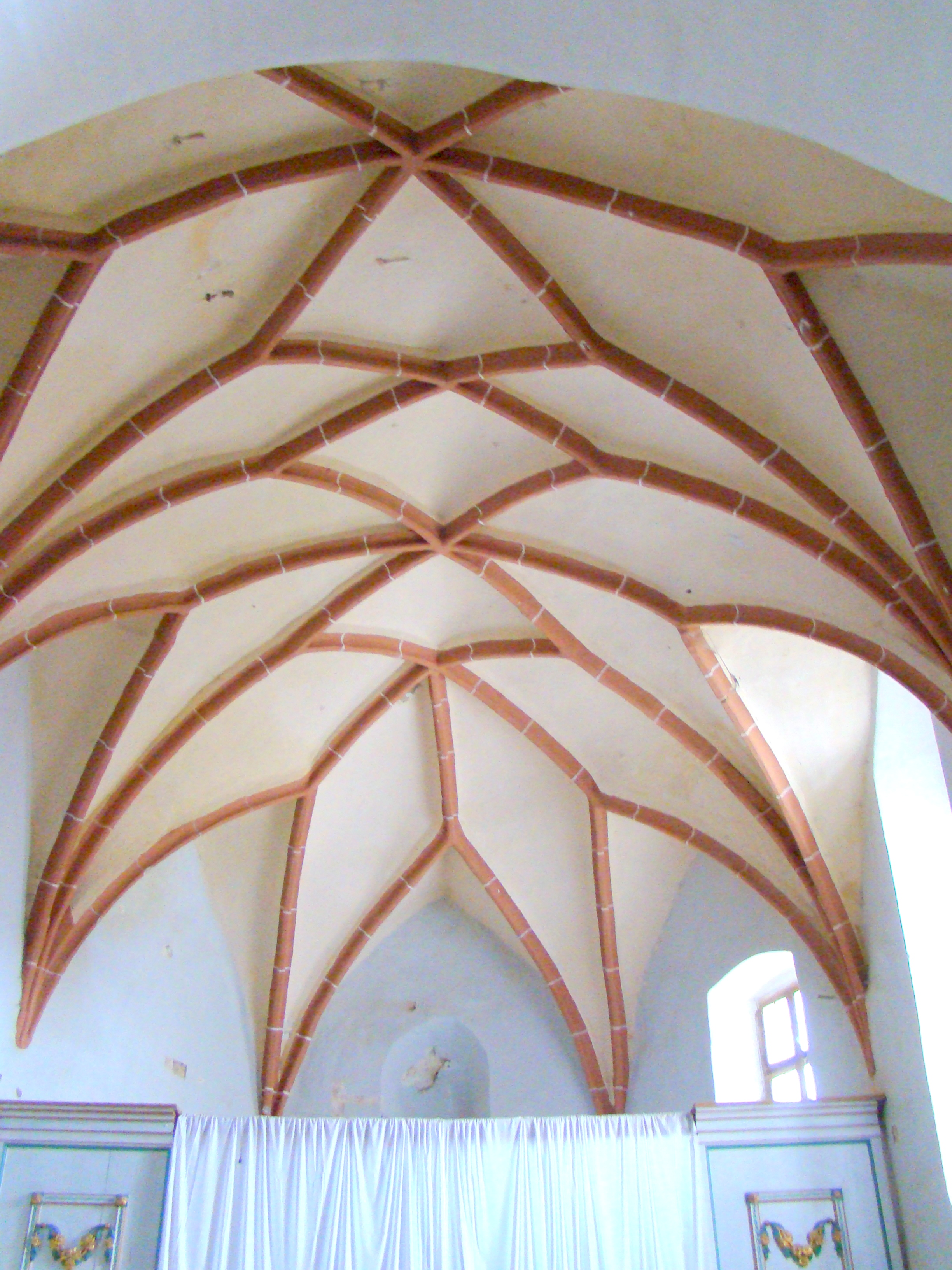
Bolta cu nervuri ce acoperă corul
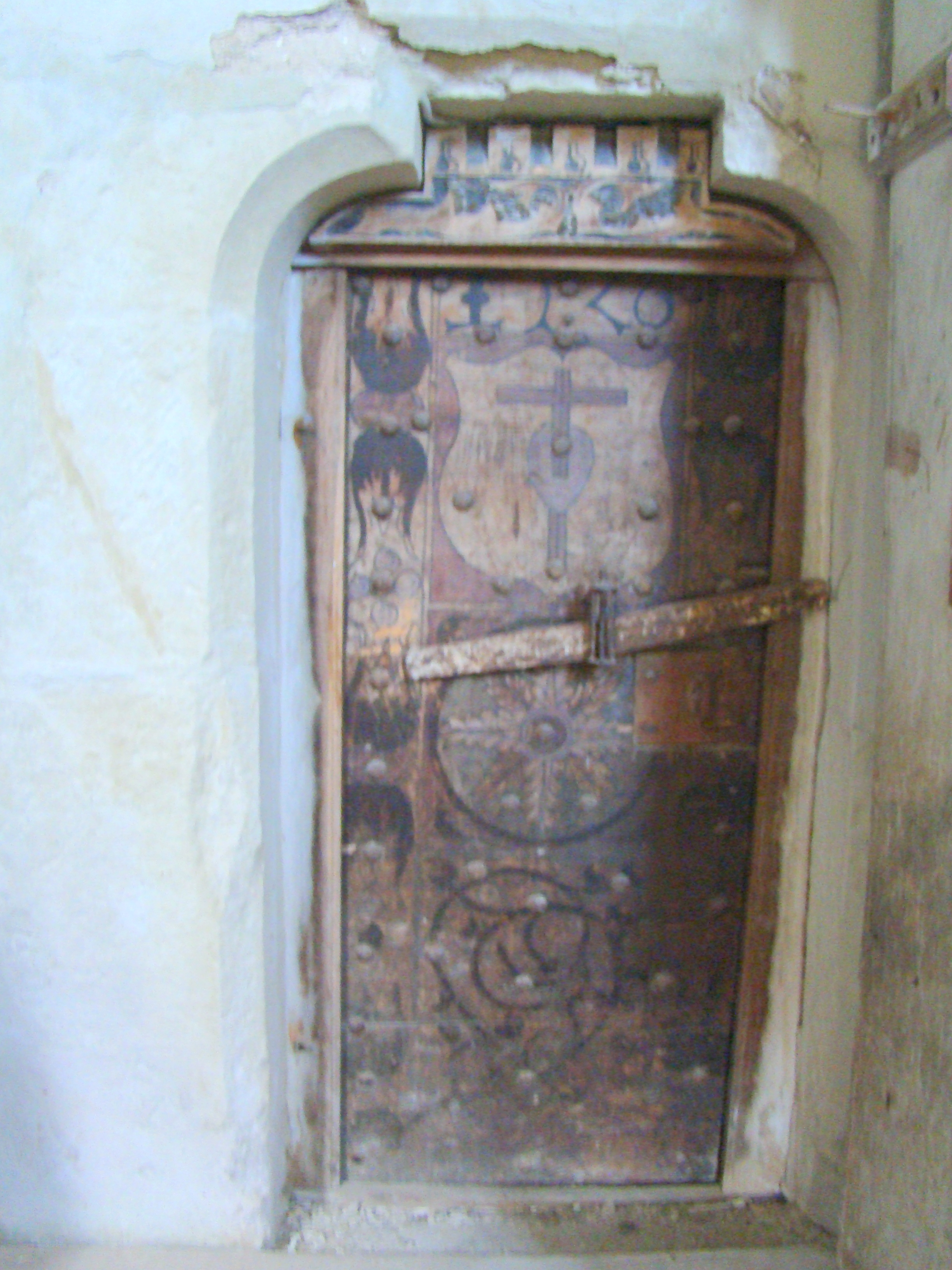
Uşa sacristiei
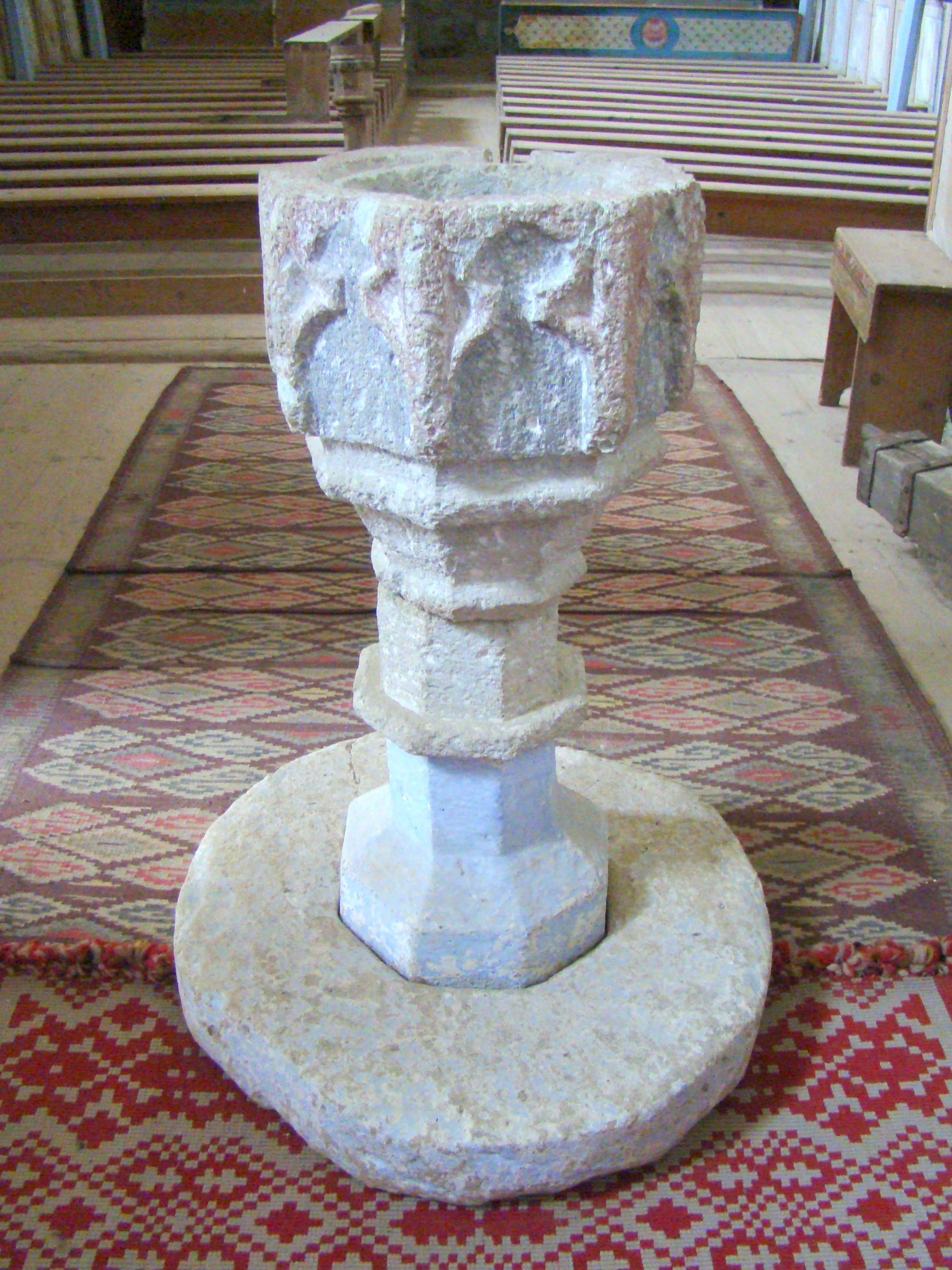
Cristelniţa
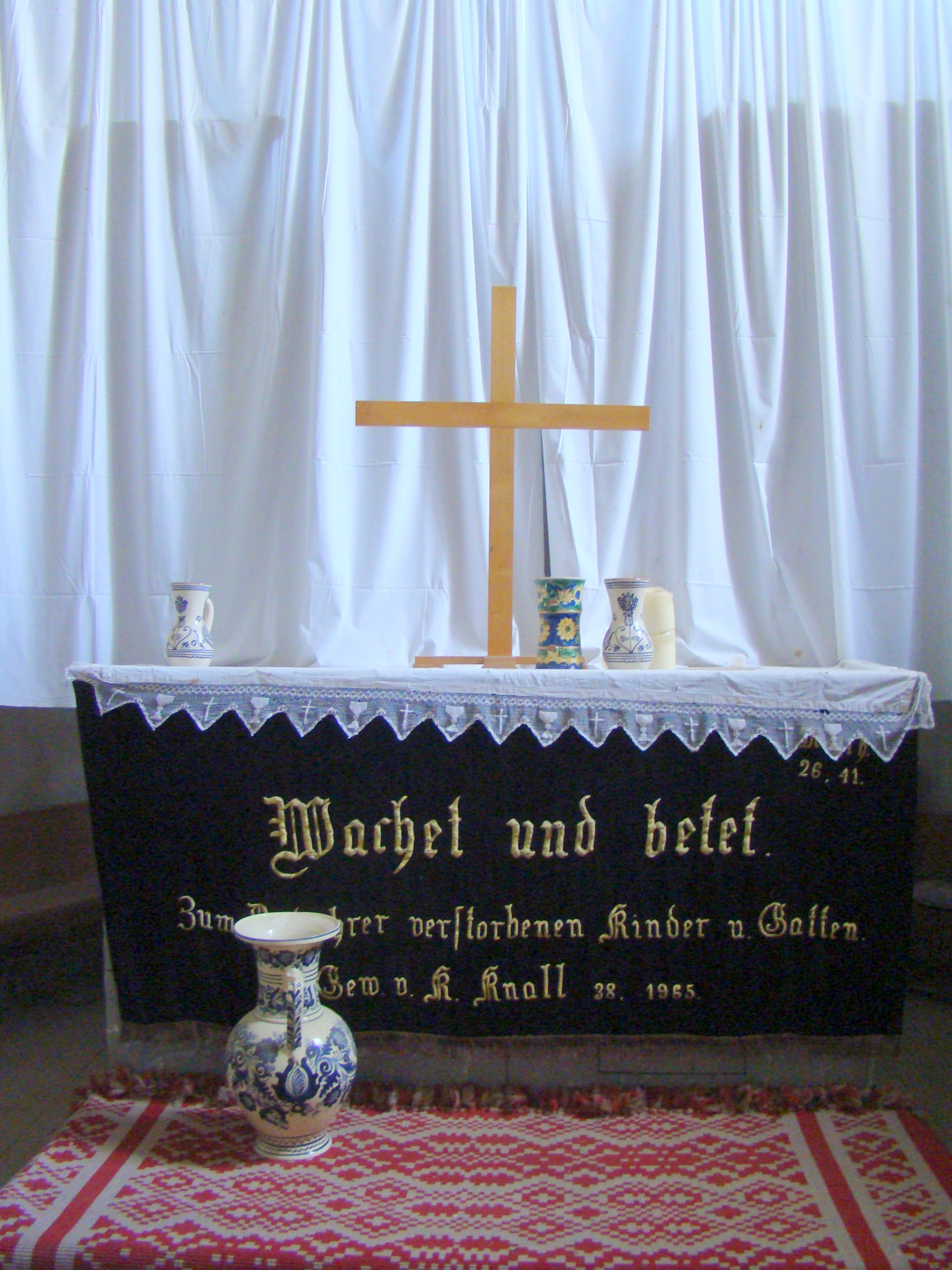
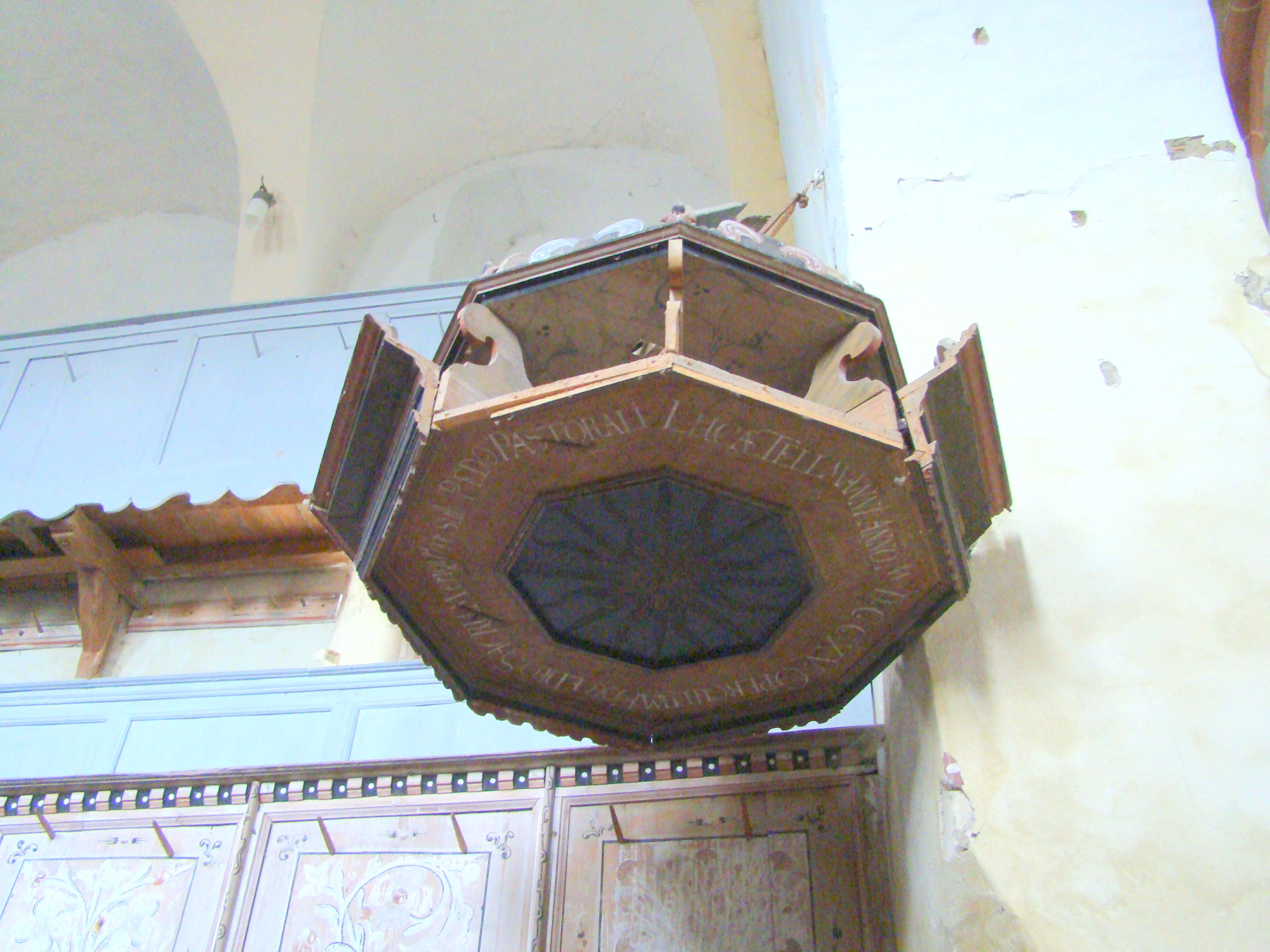
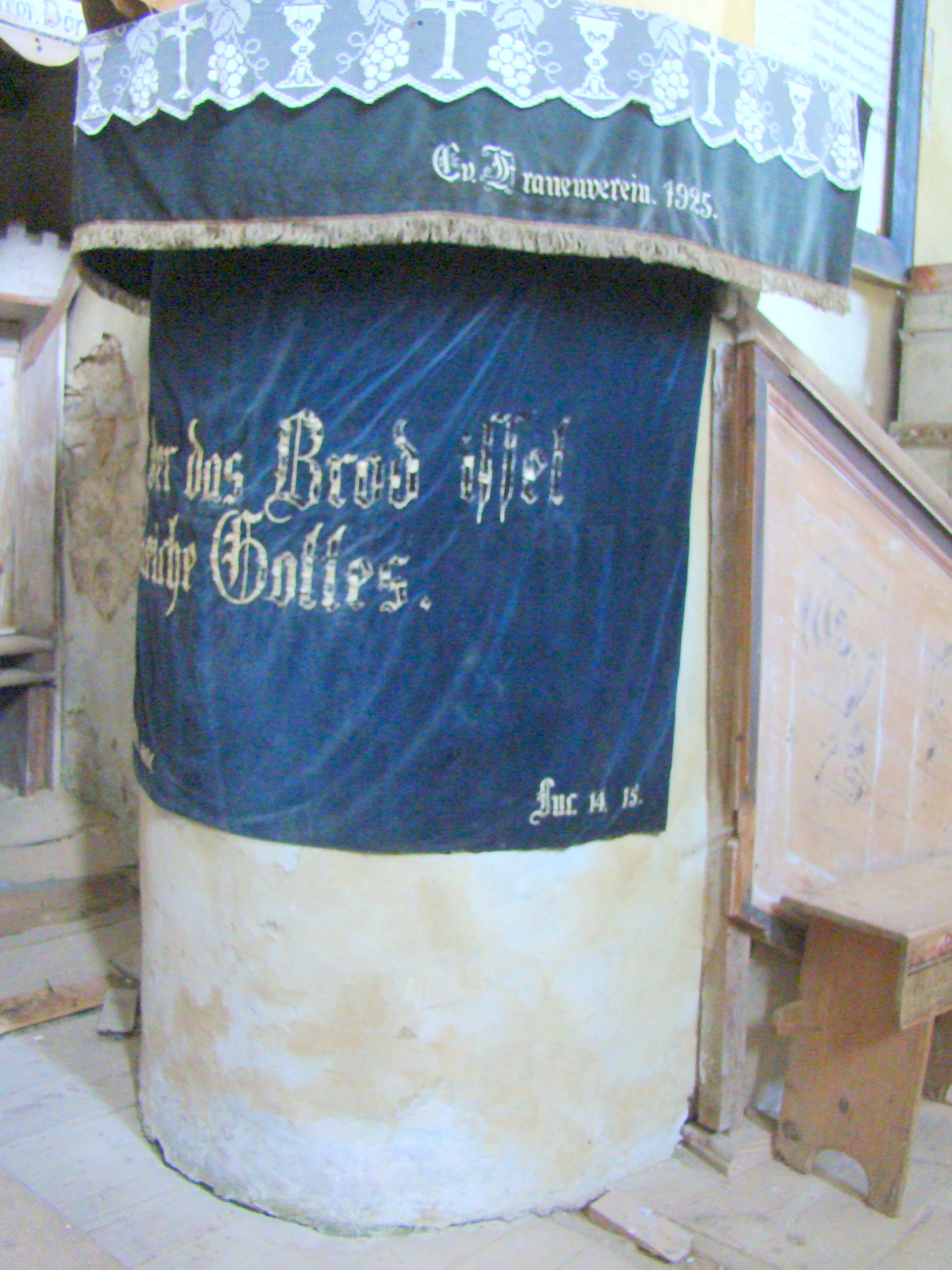
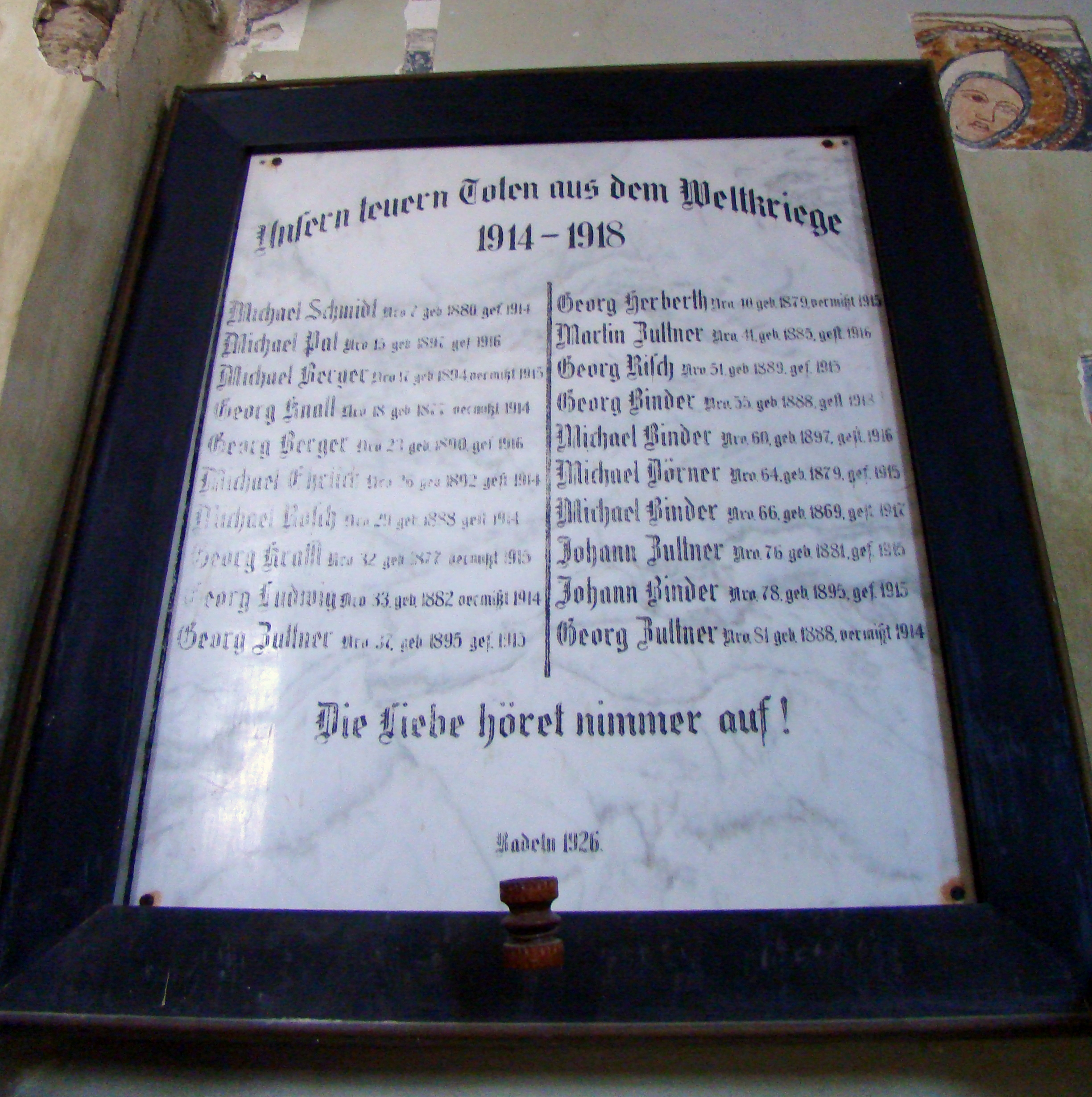
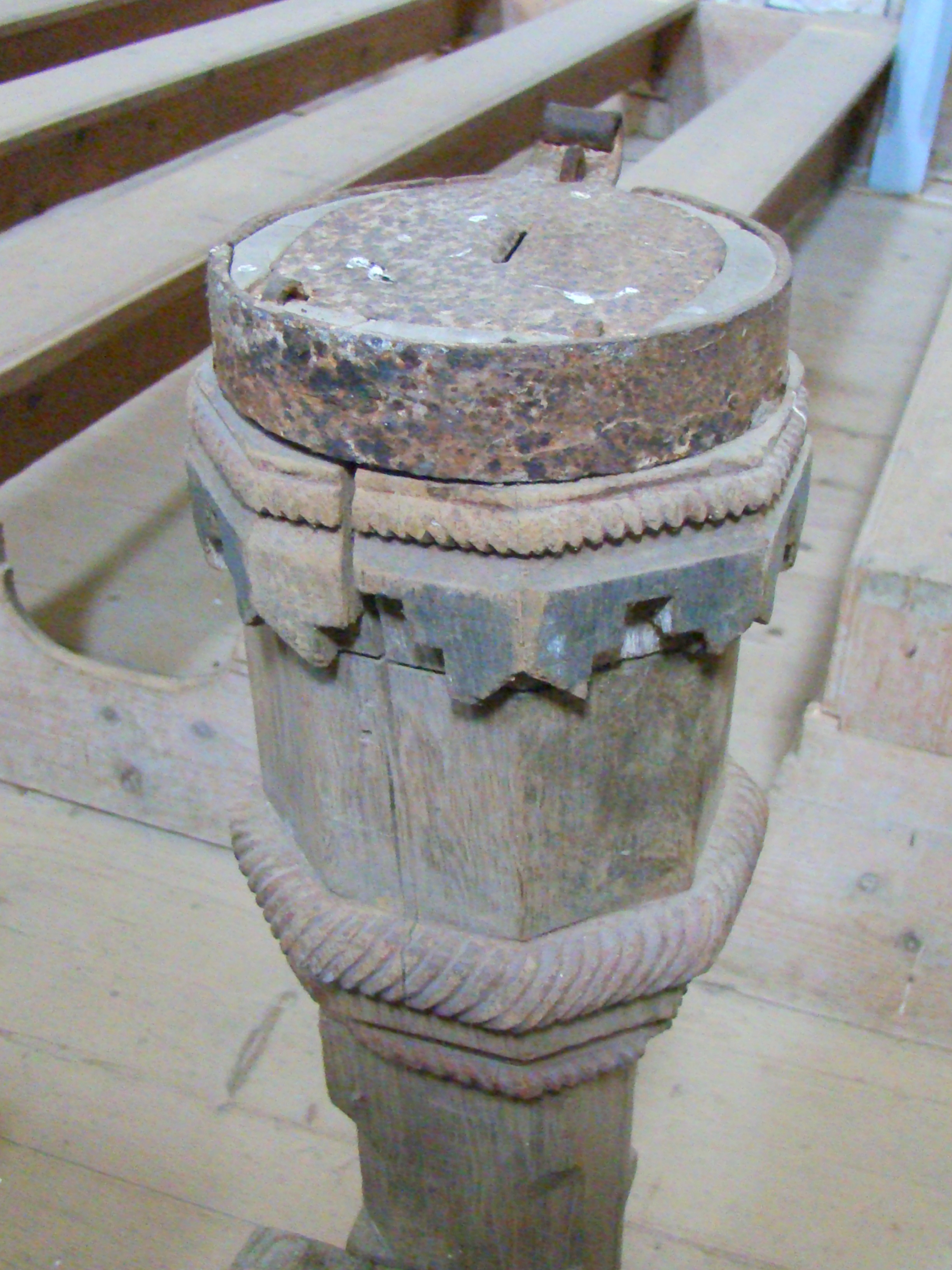
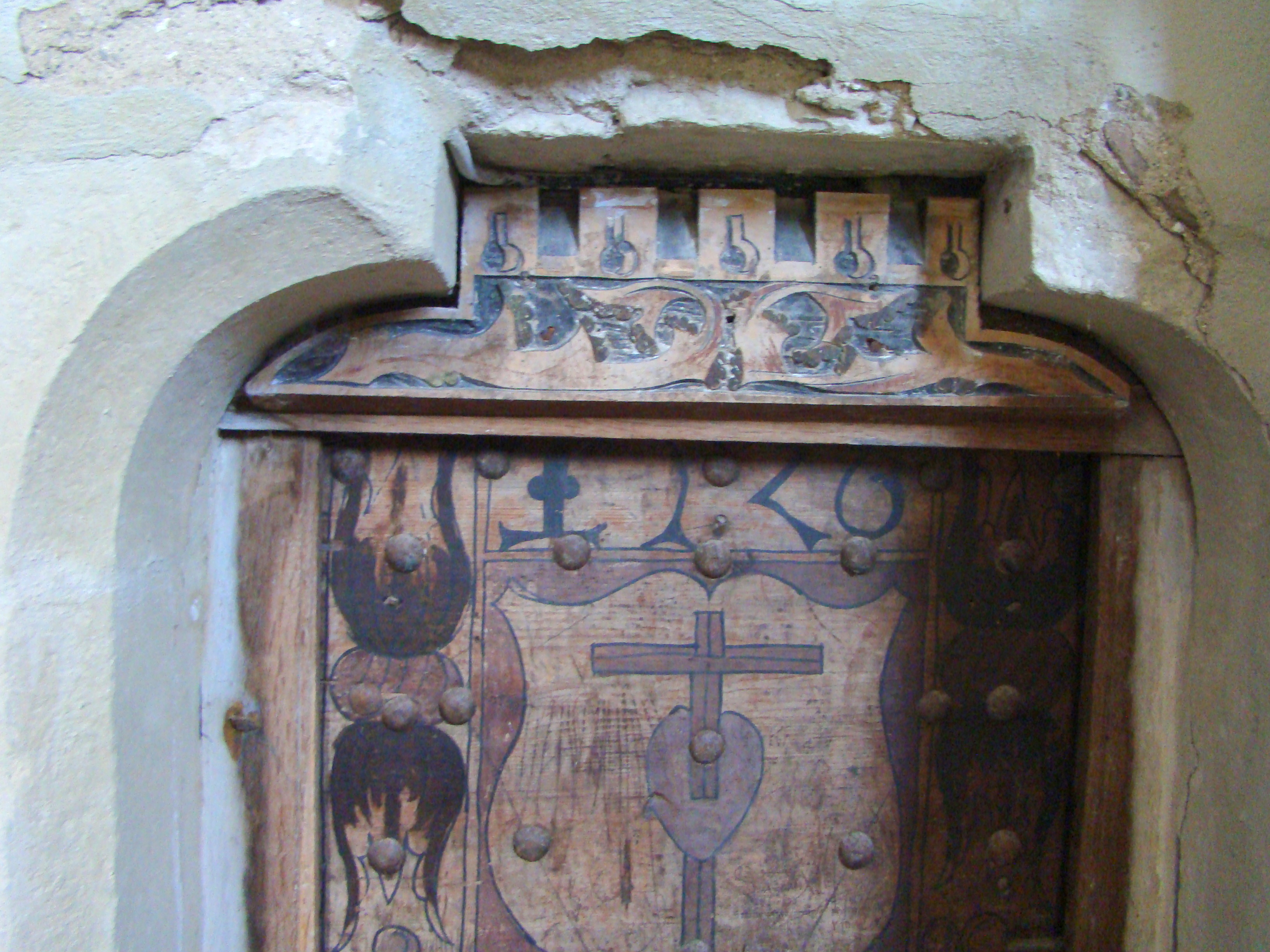
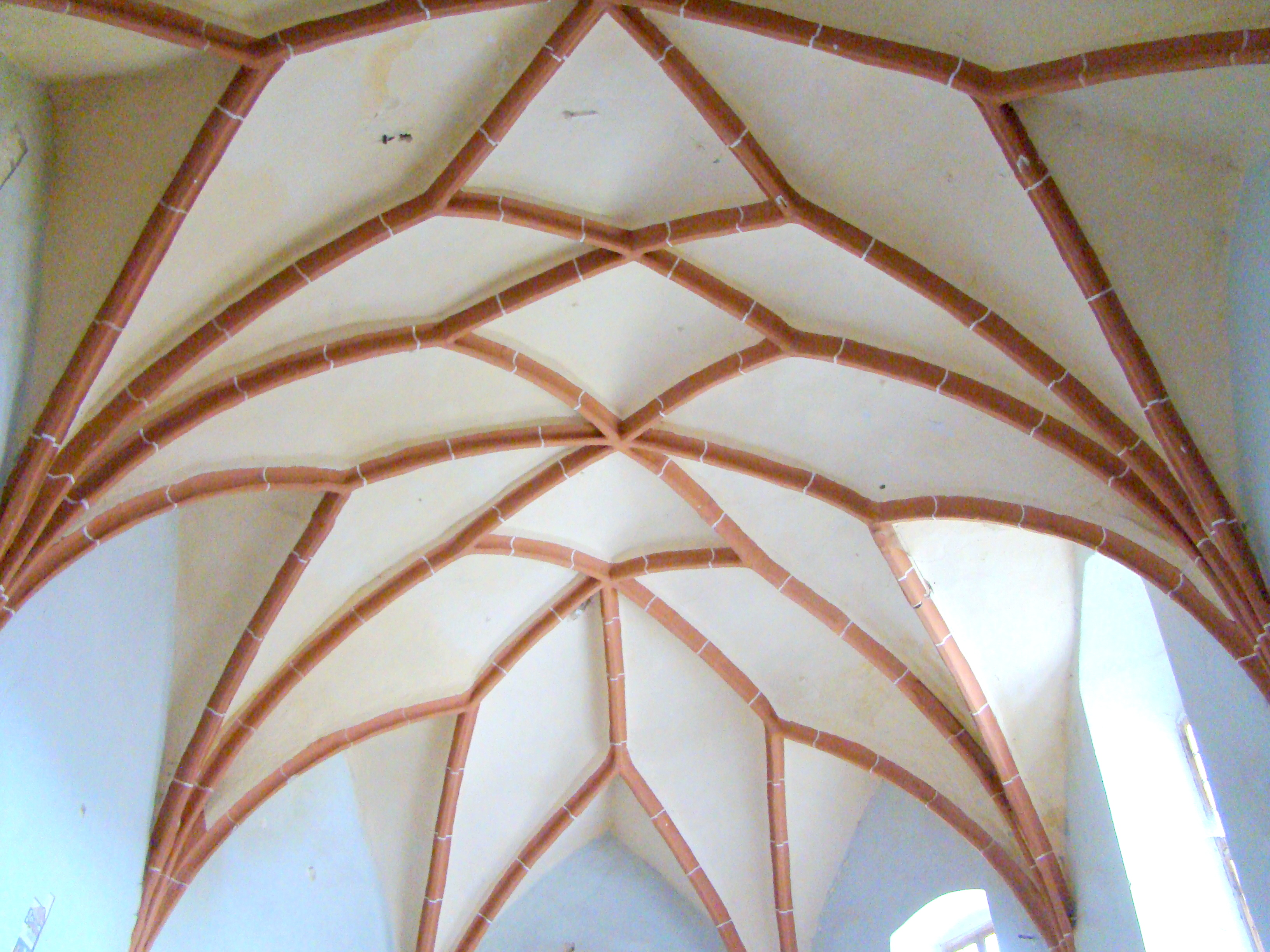
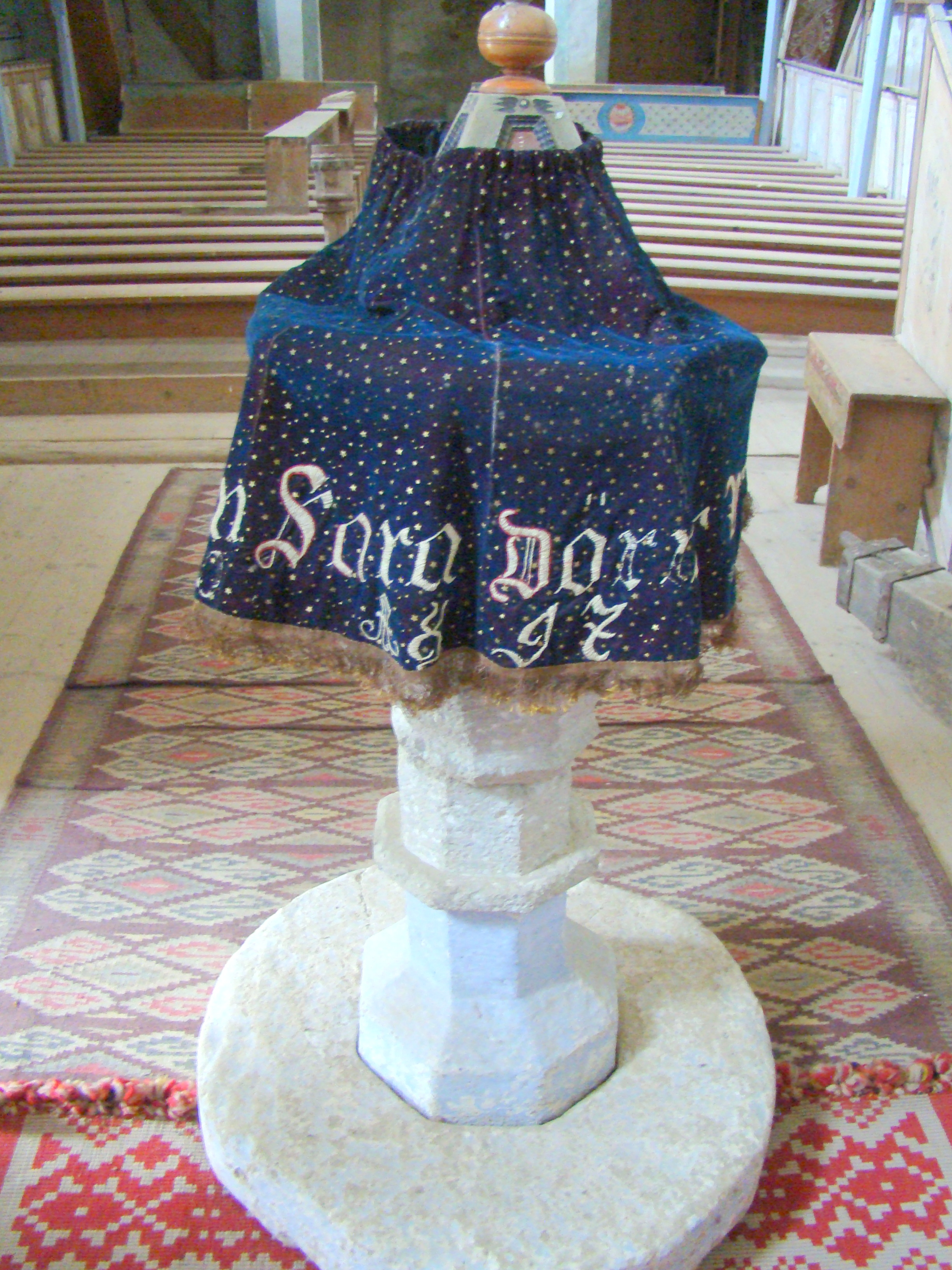
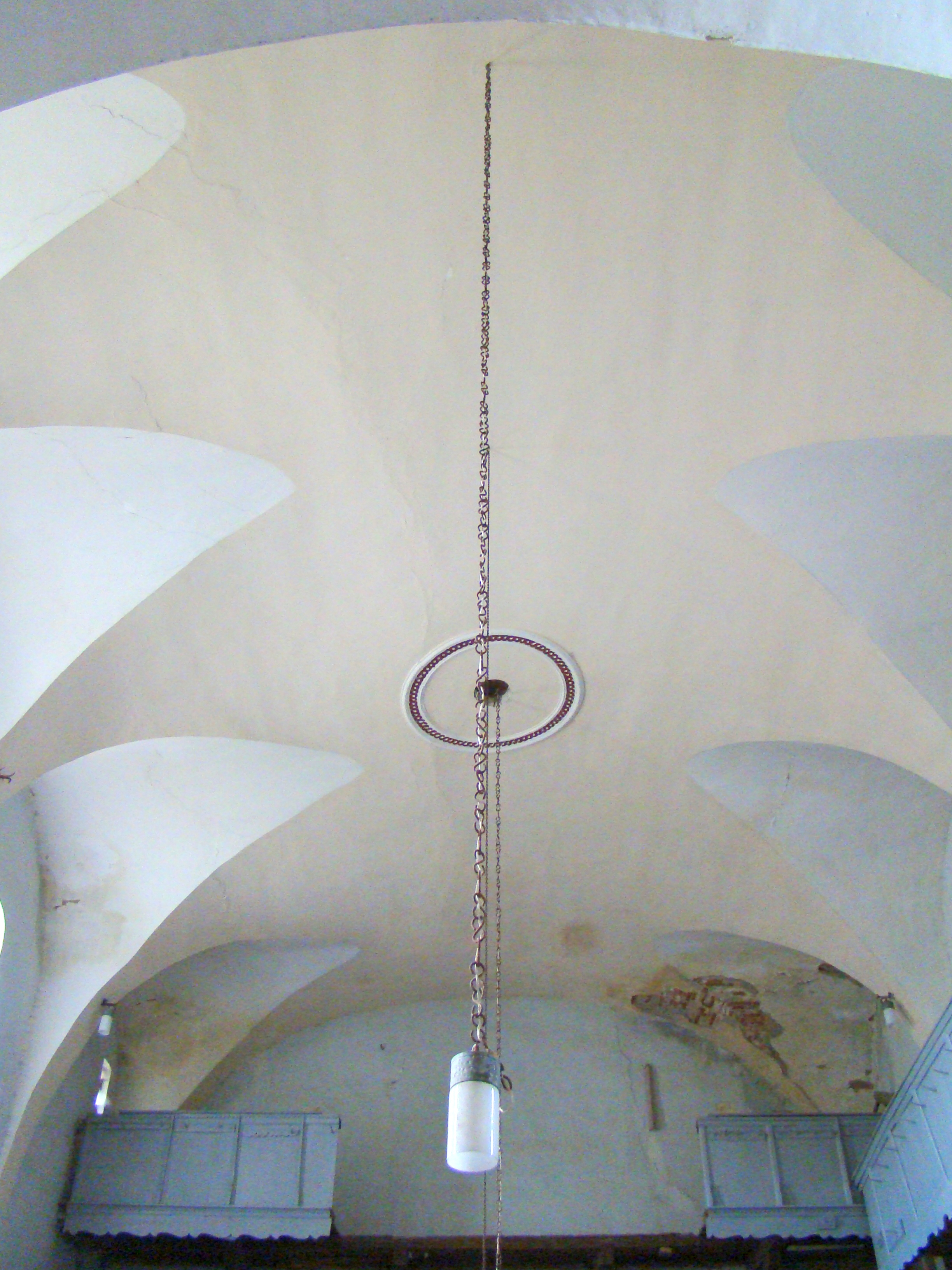
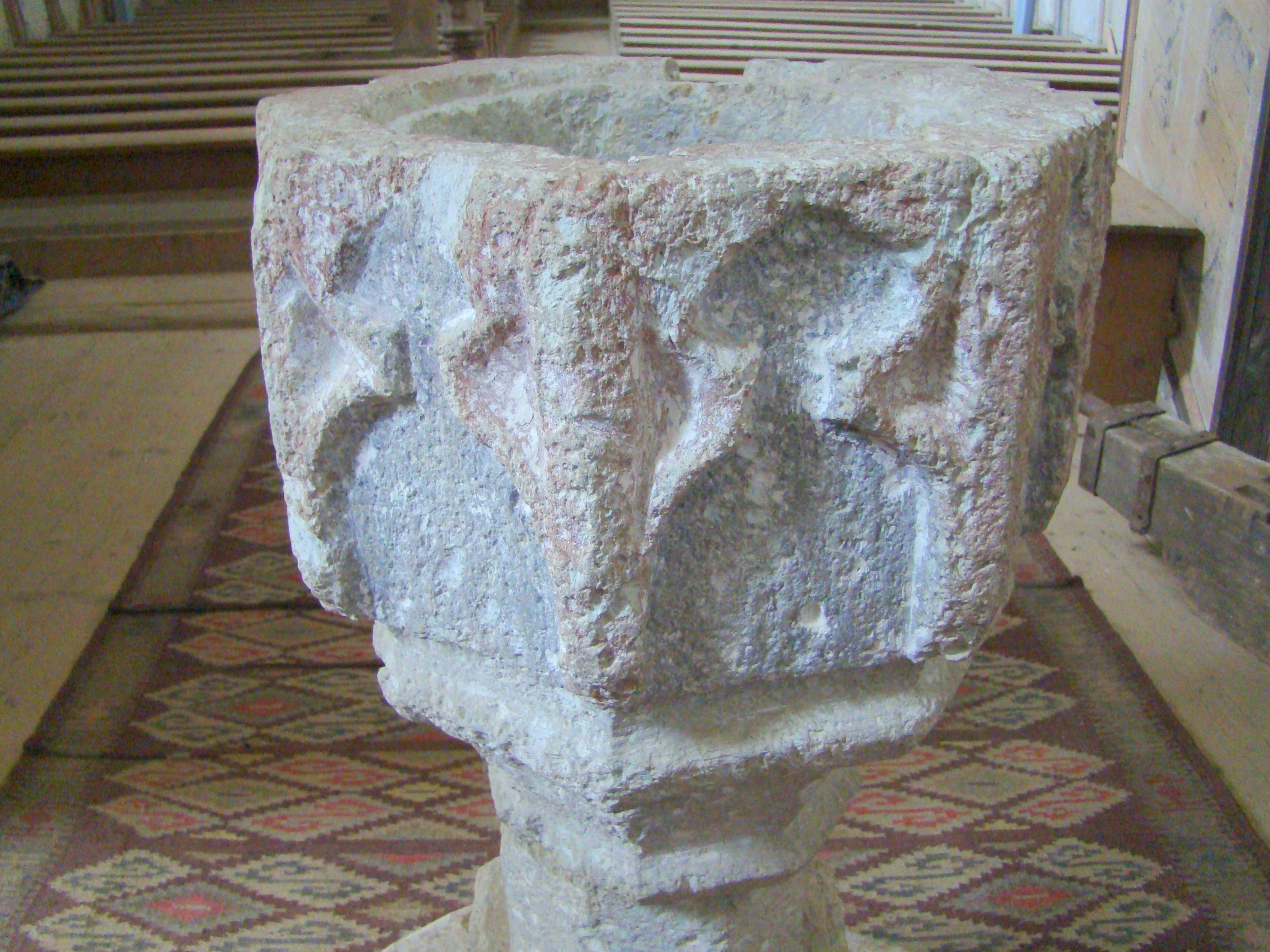
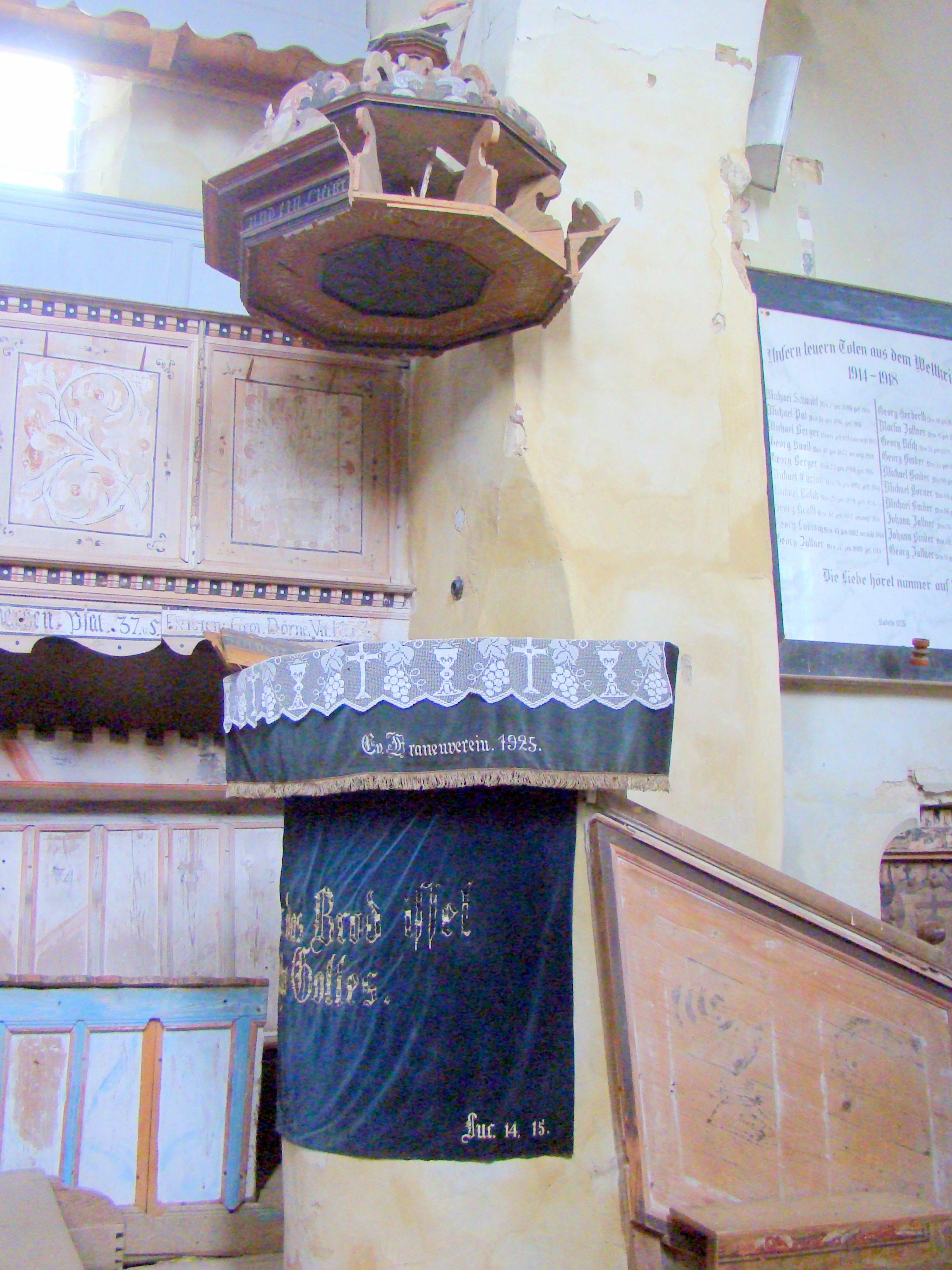
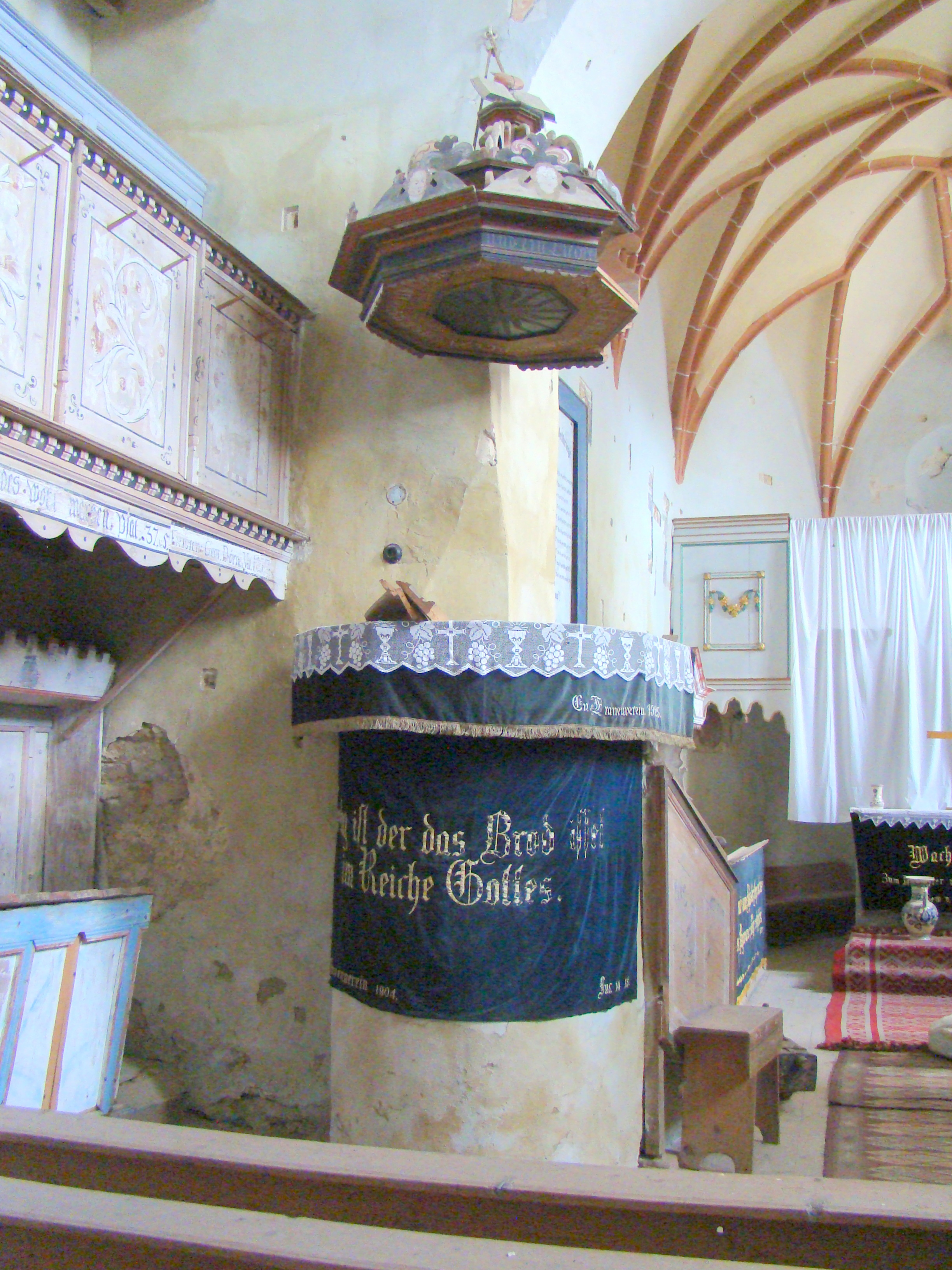
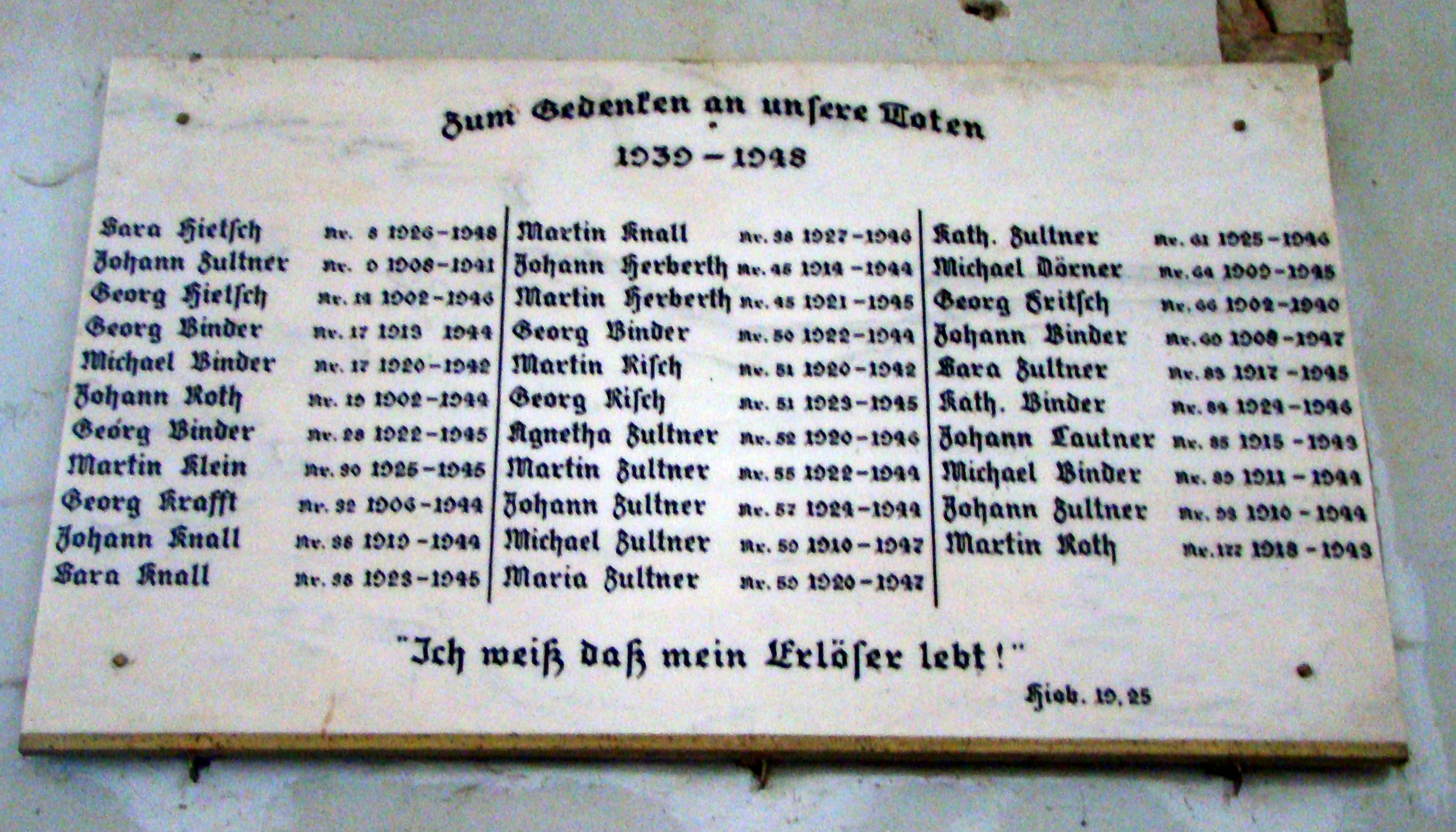
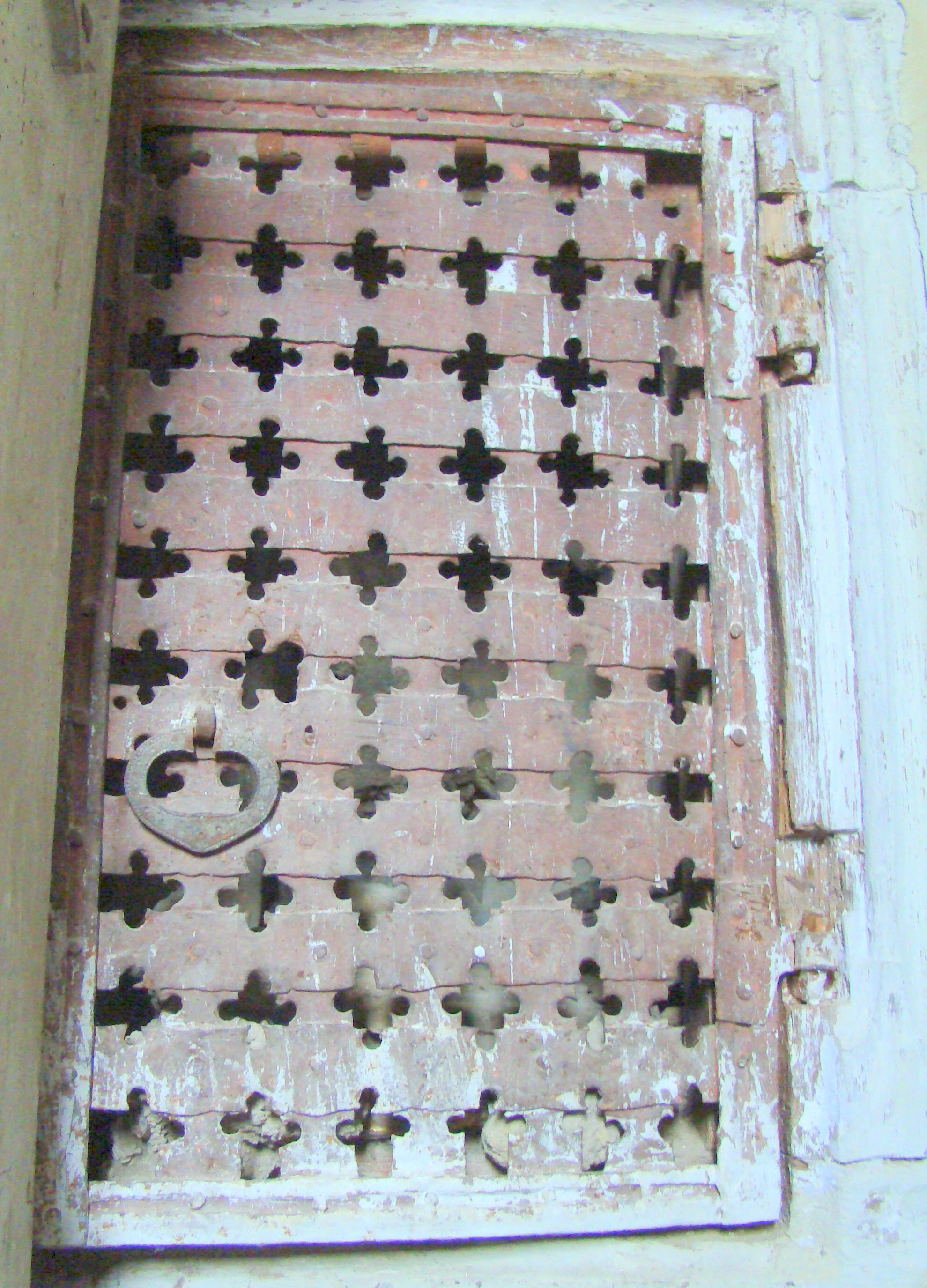
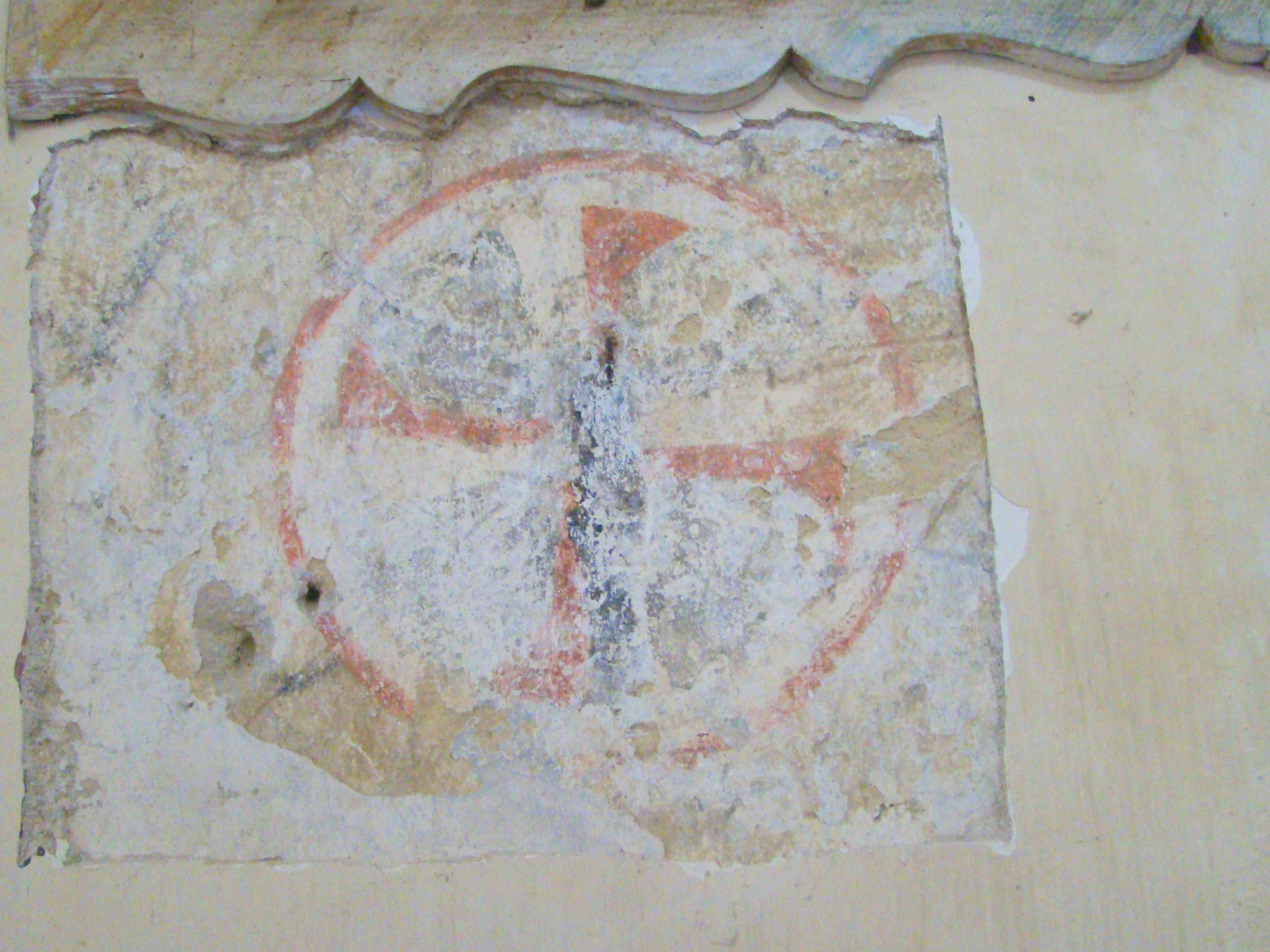
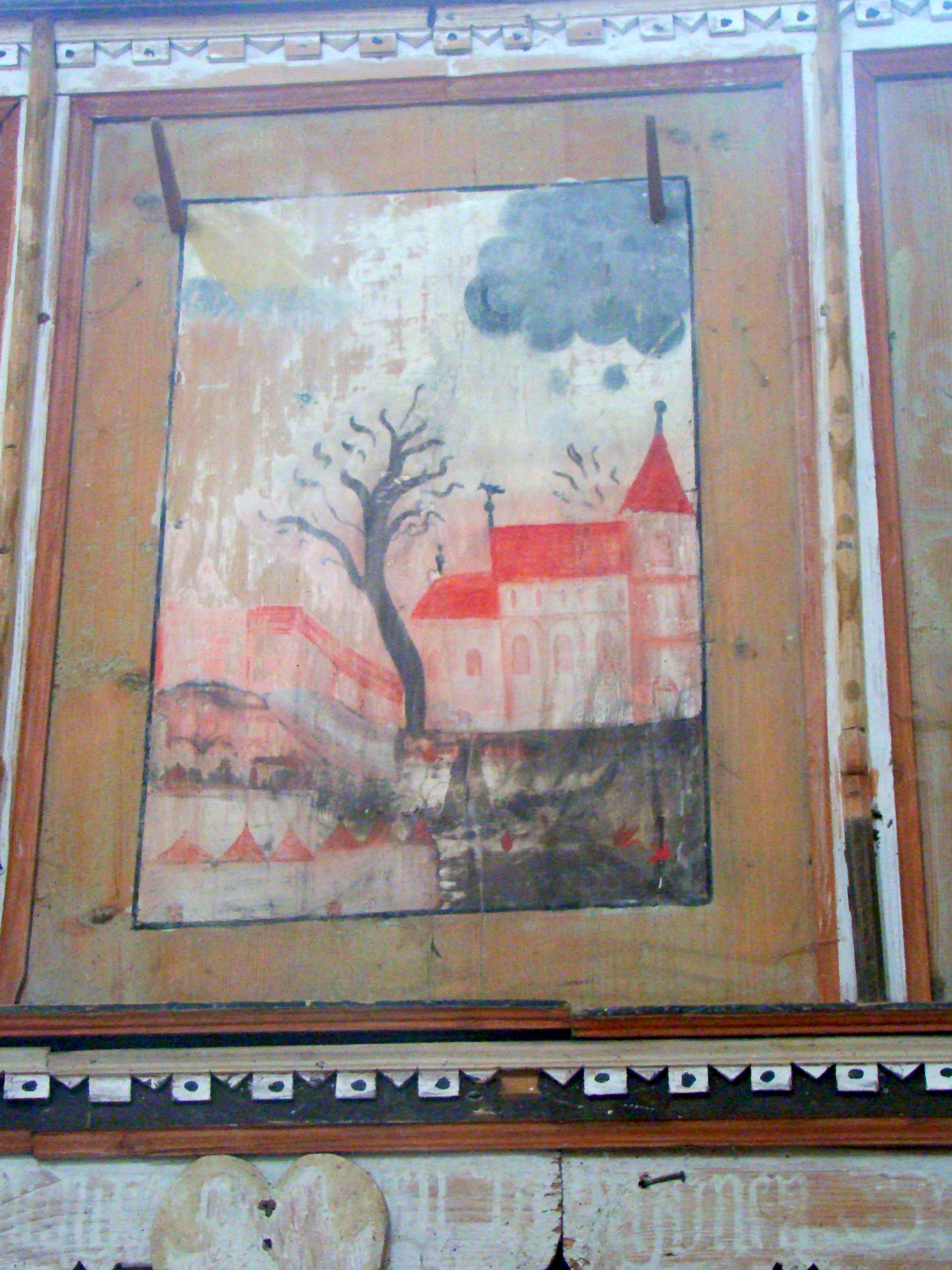
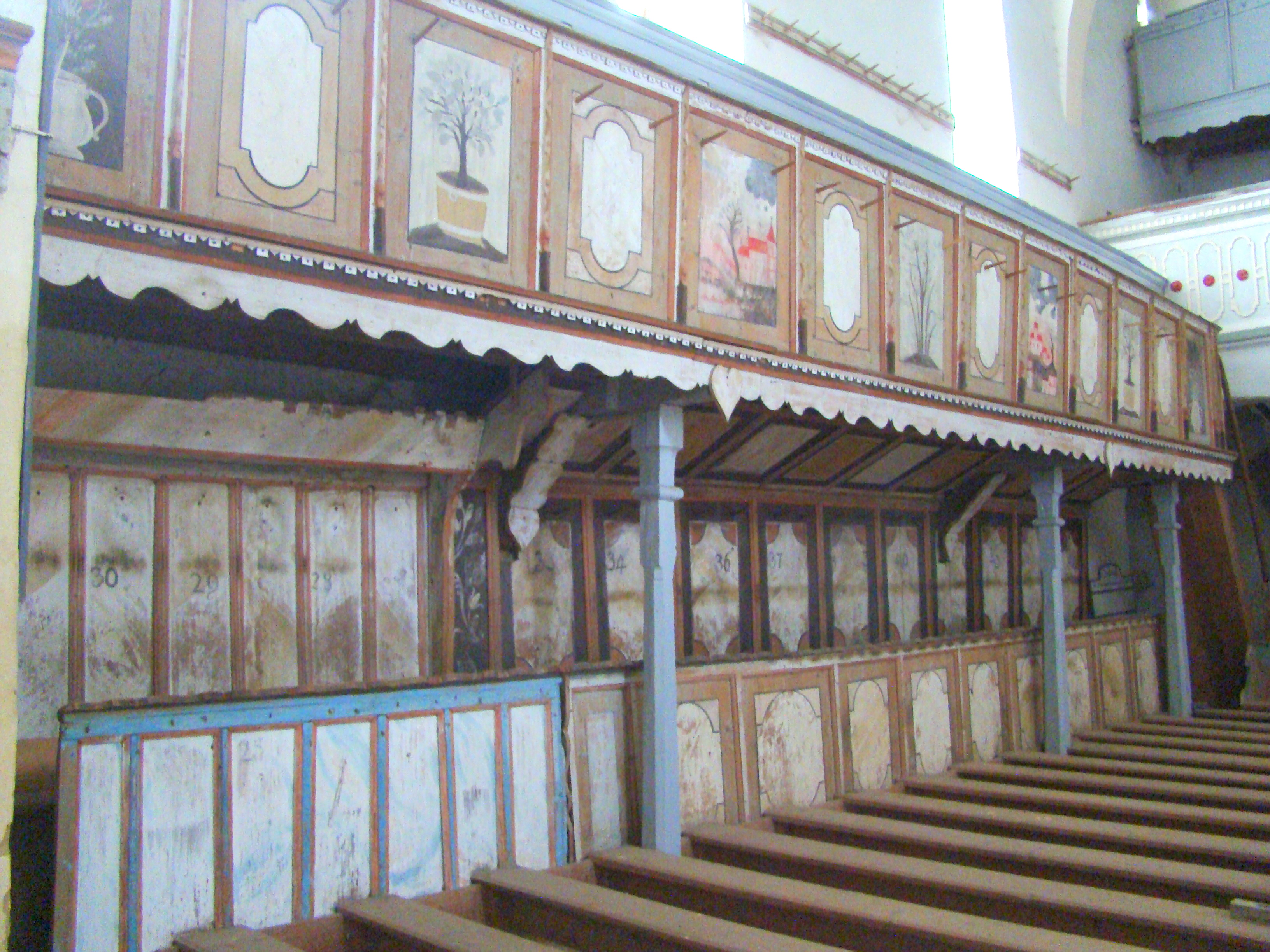
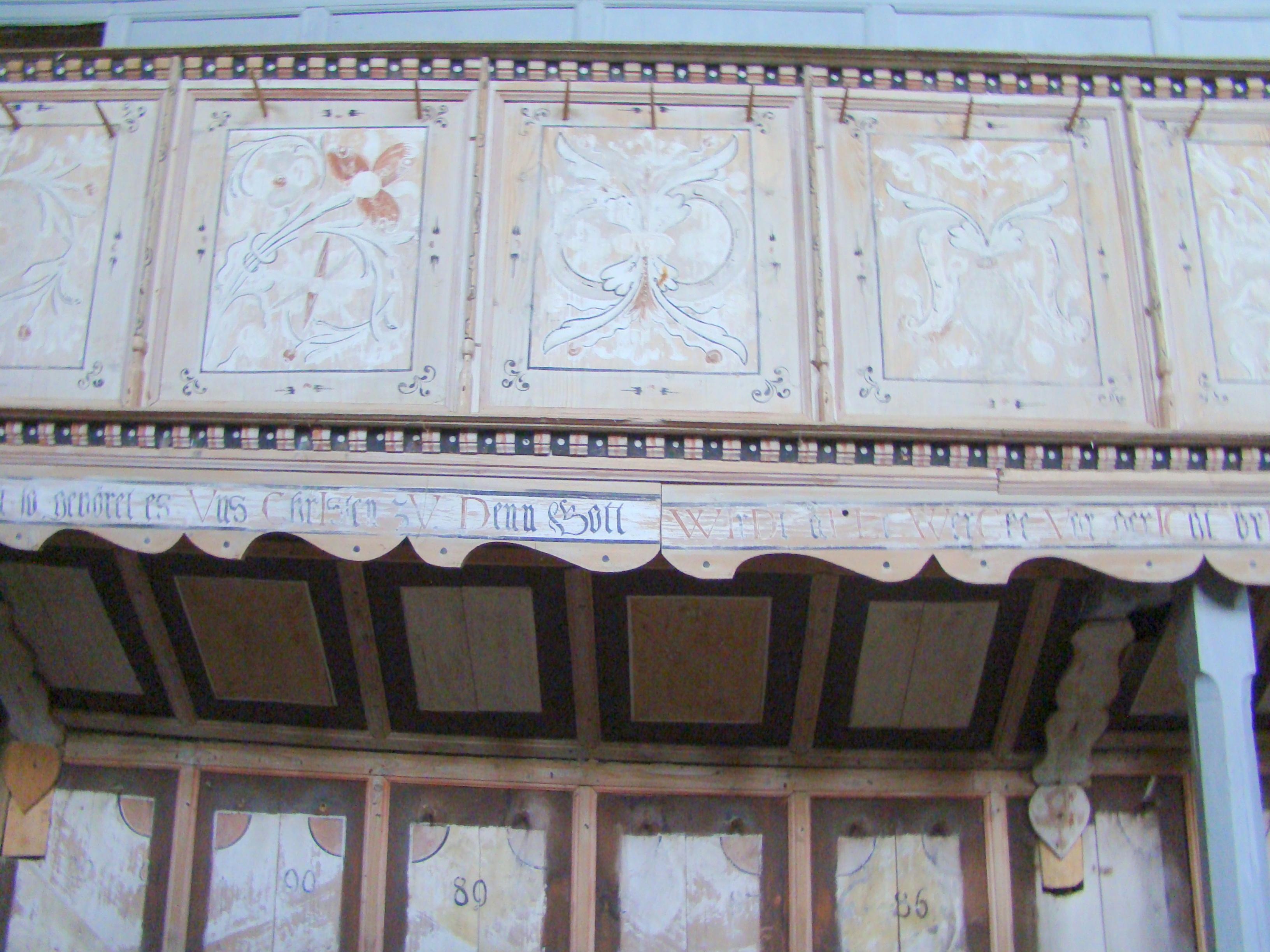
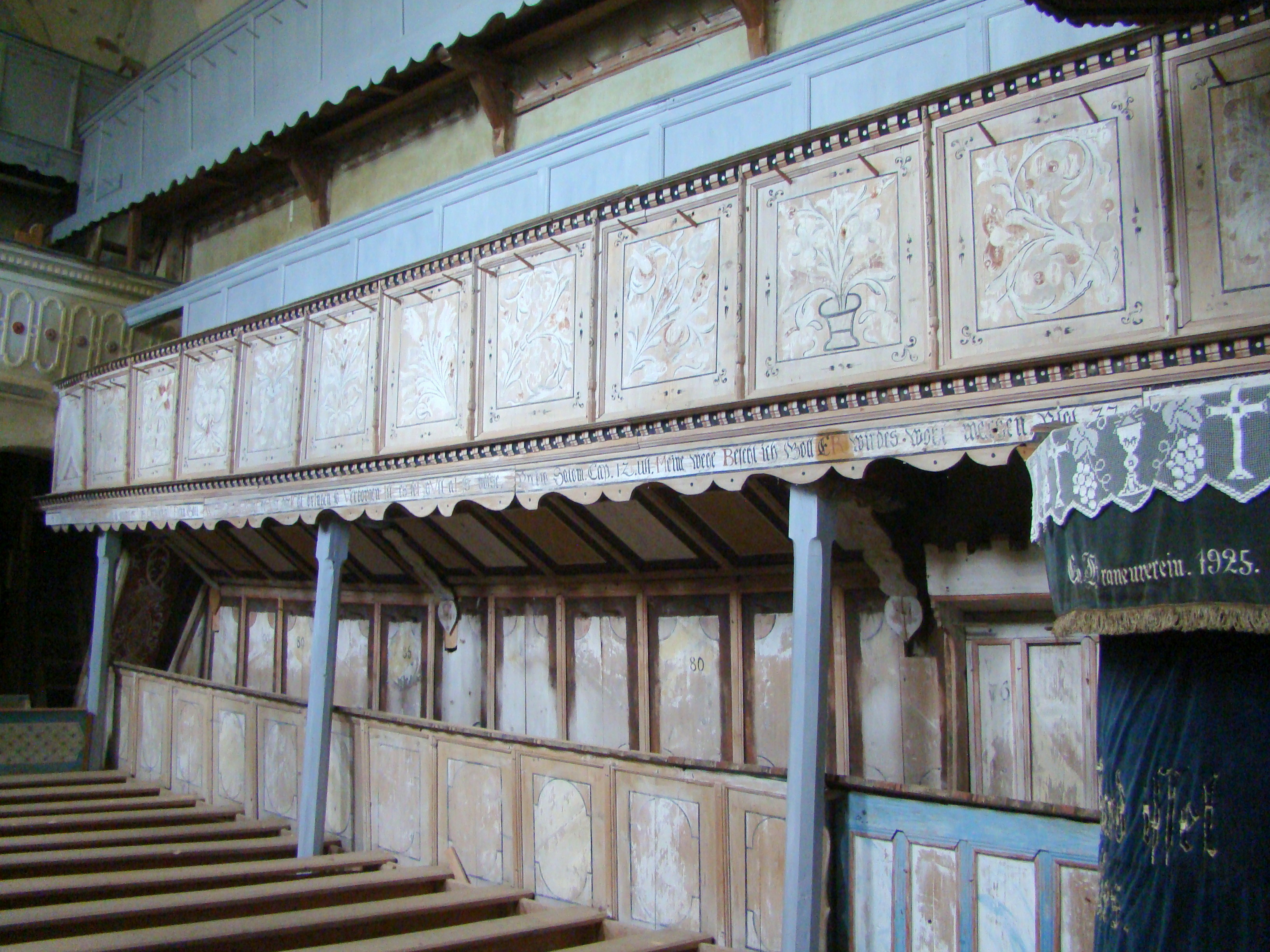
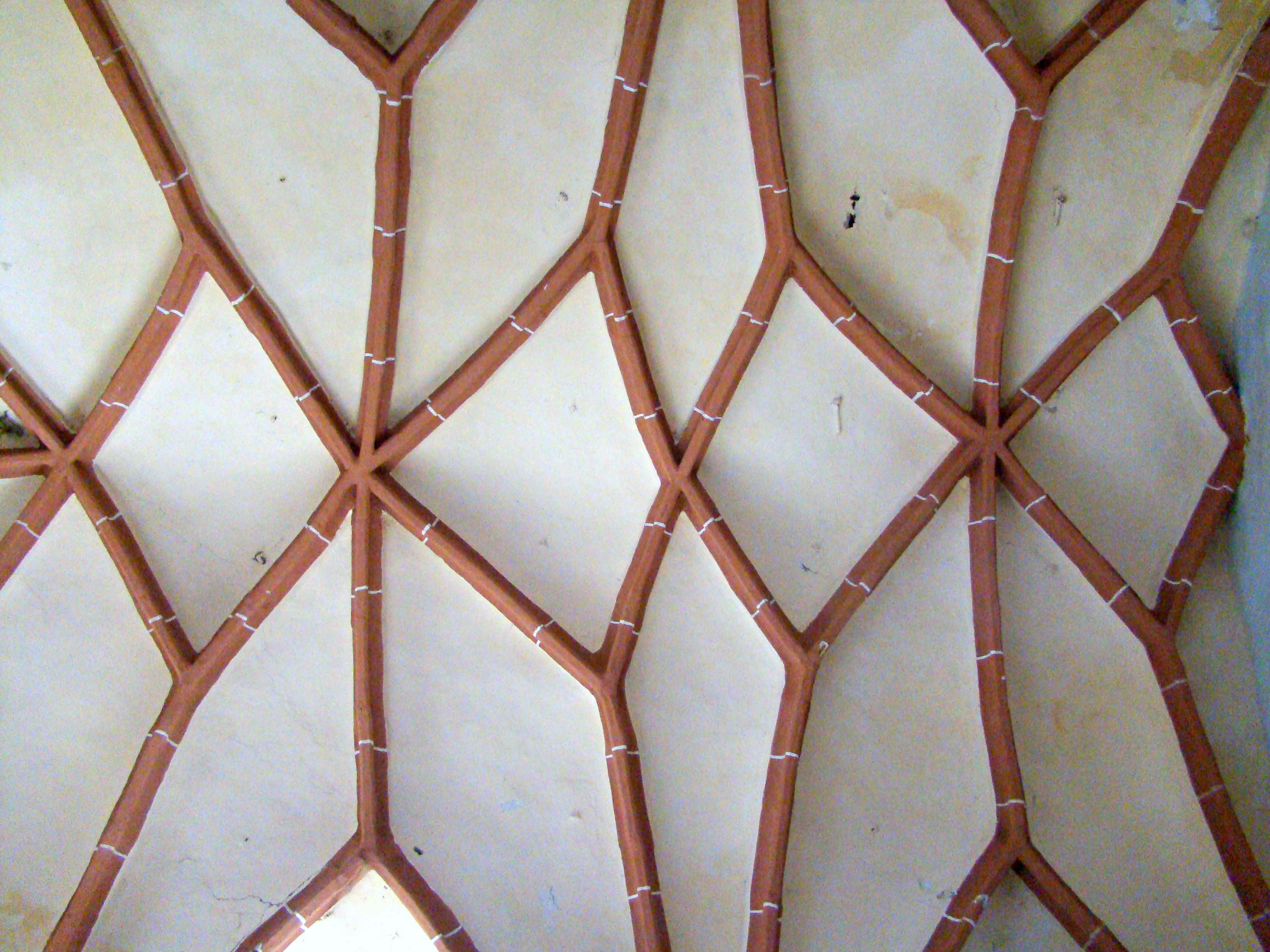
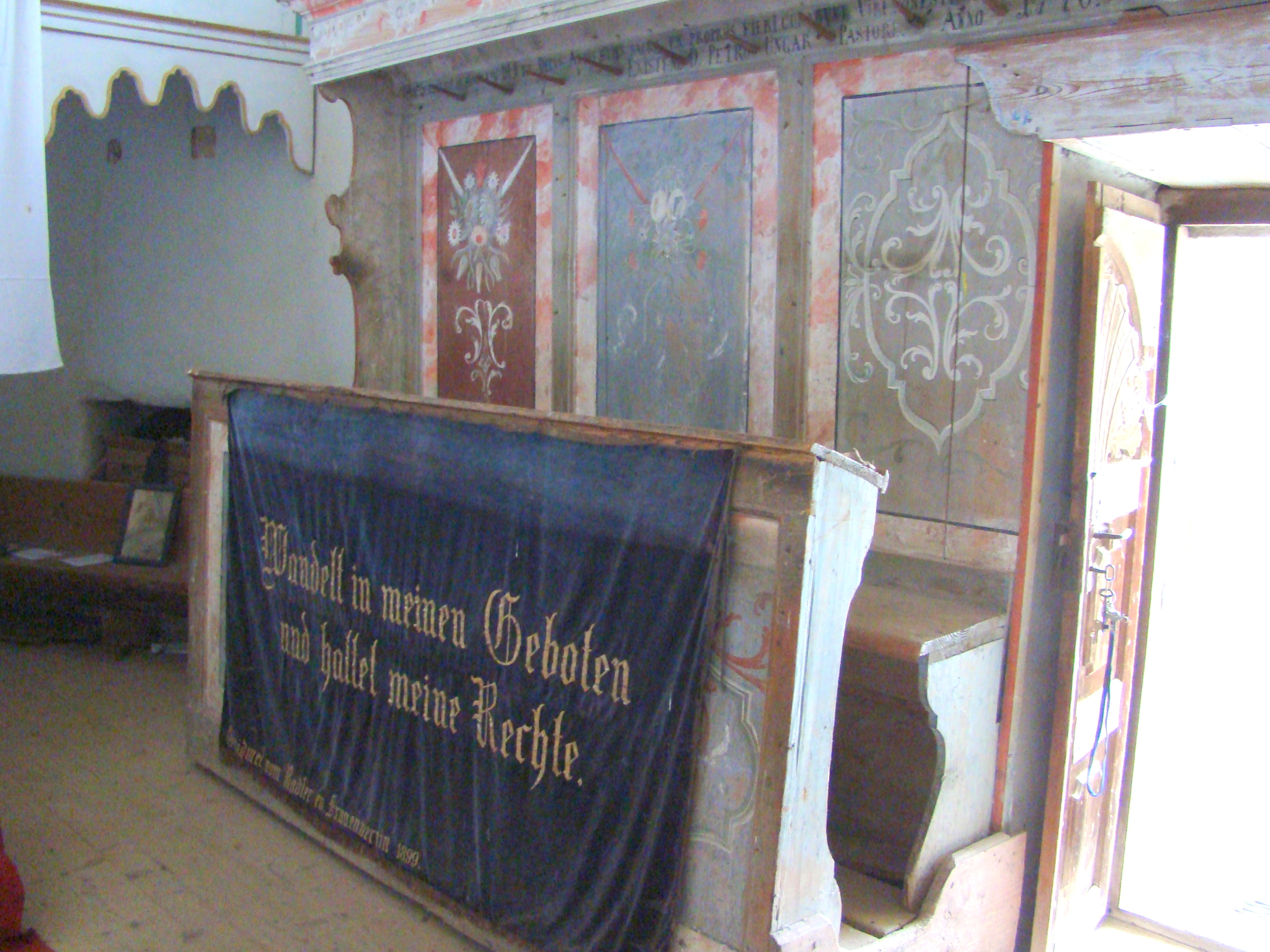
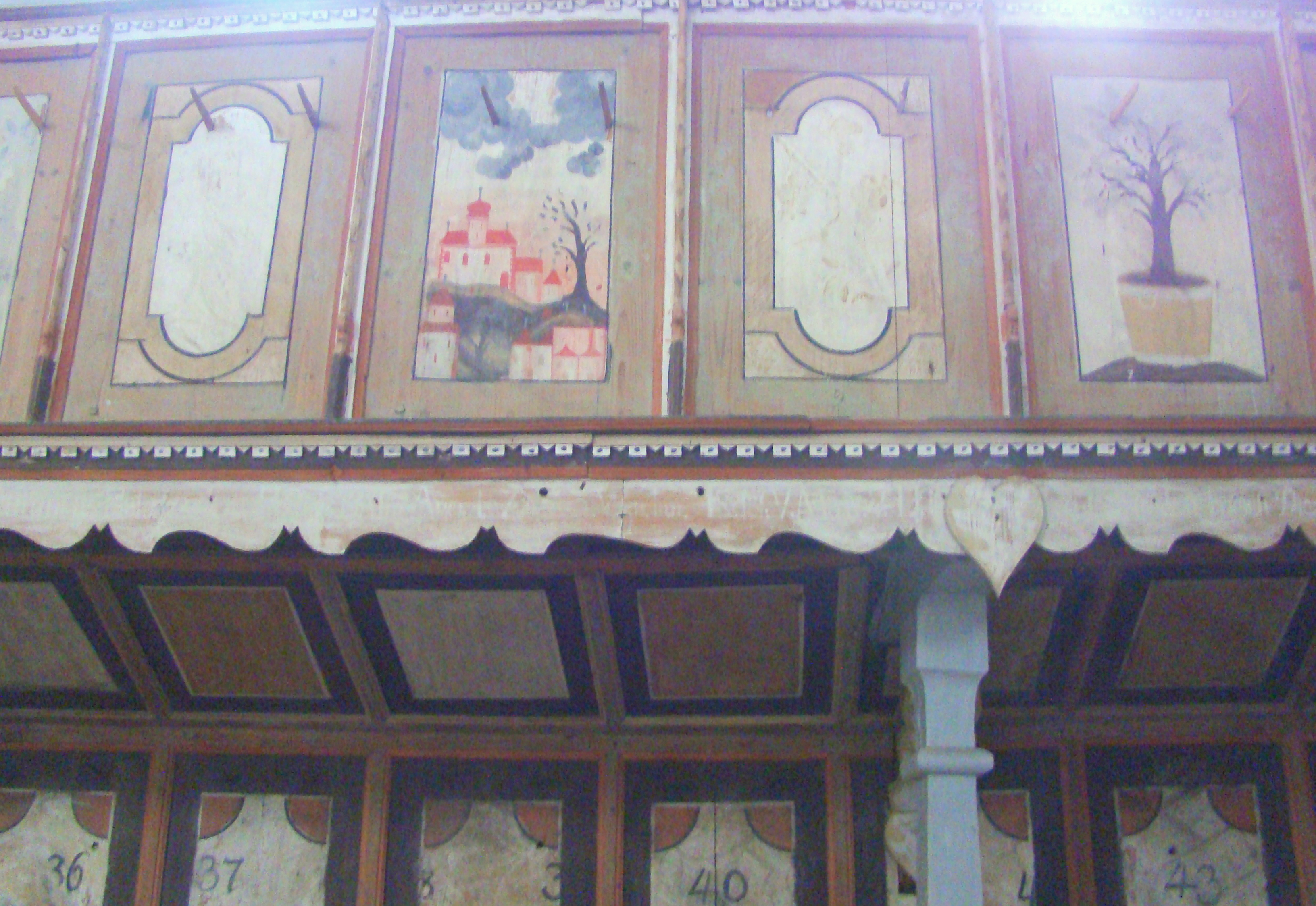
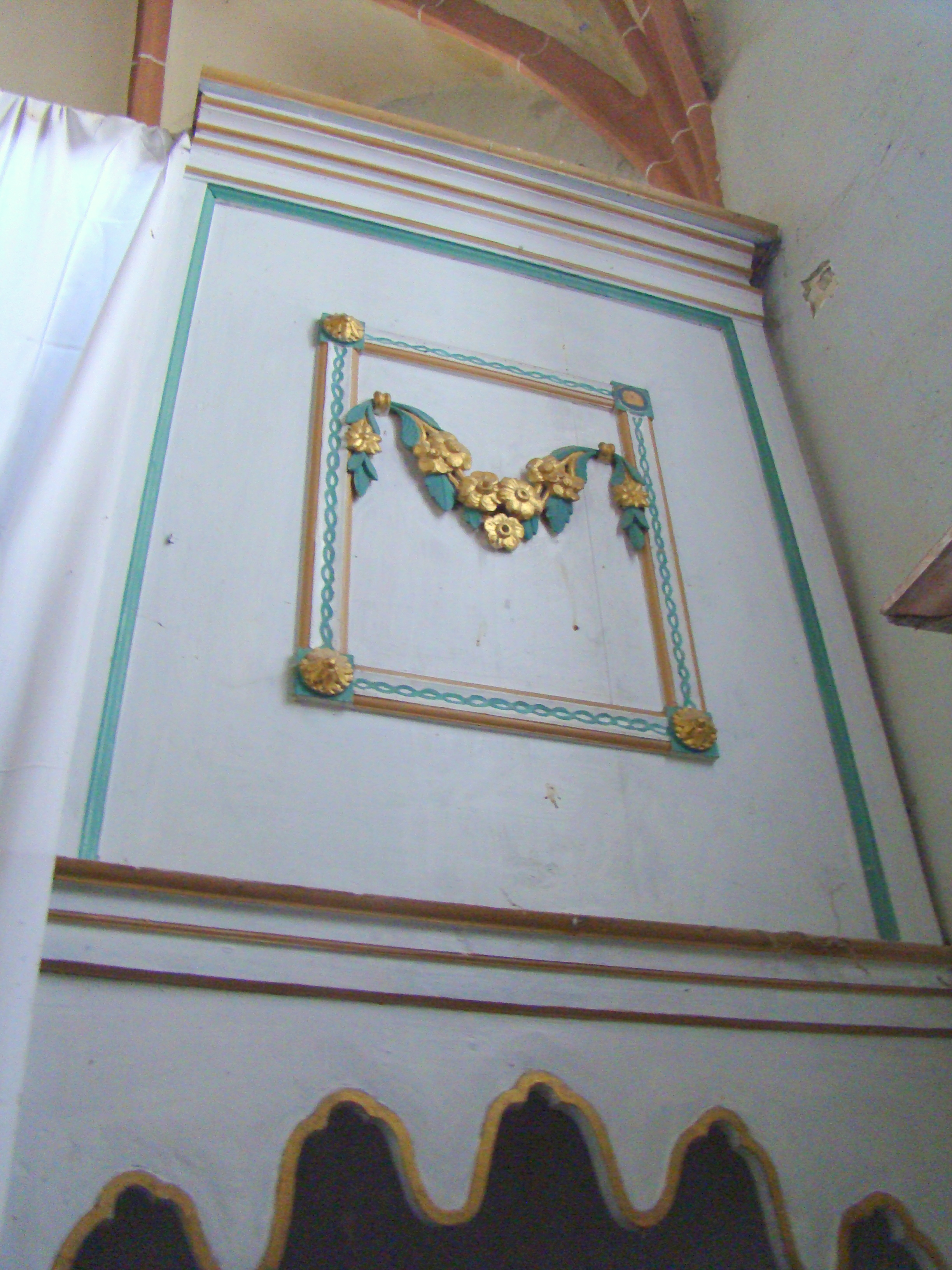
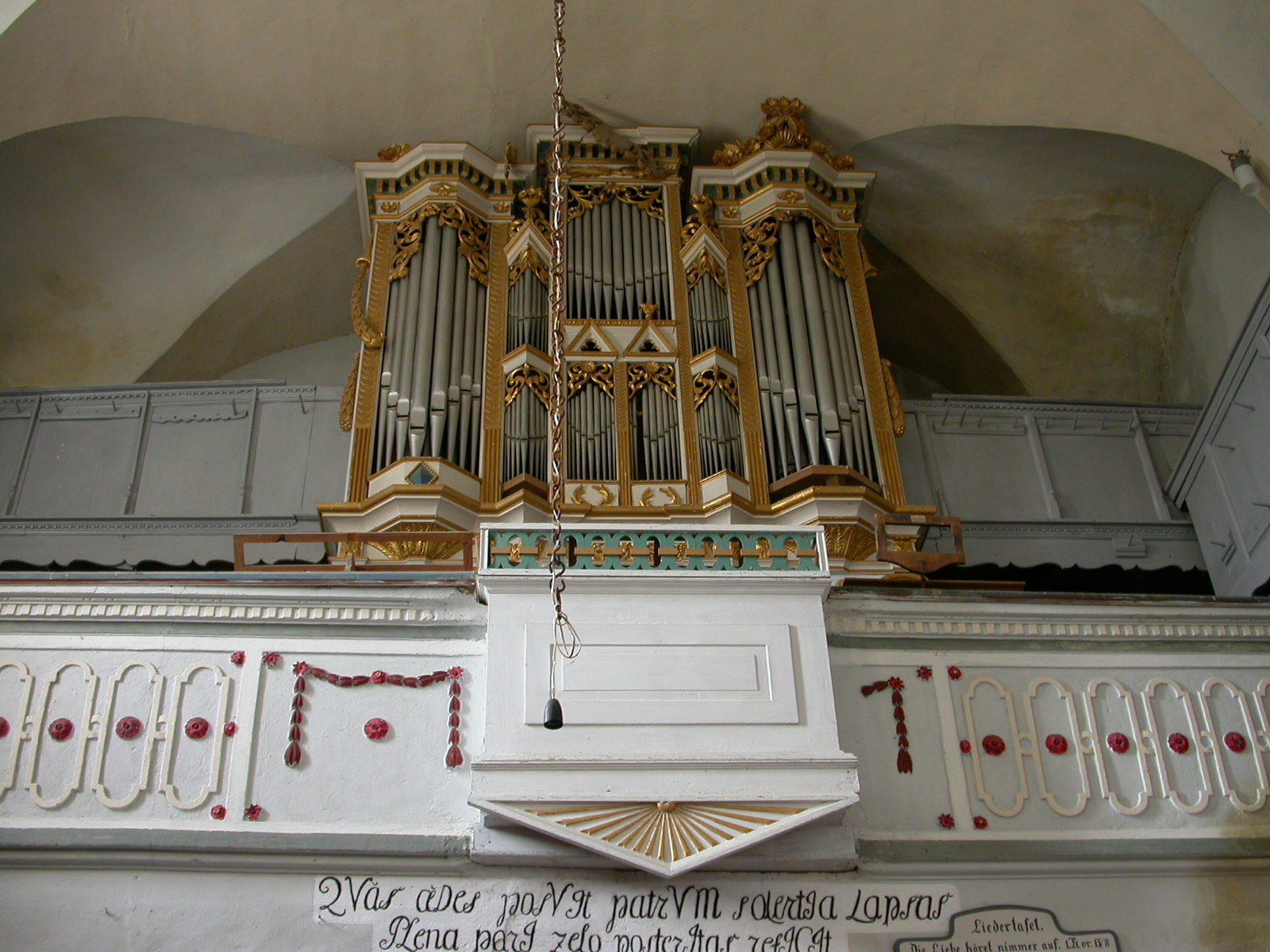
Orga era amplasată în tribuna de vest și fusese construită în anul 1838 de Petrus Gottlieb Schneider, restaurată ultima dată de Otto Einschenk în 1960
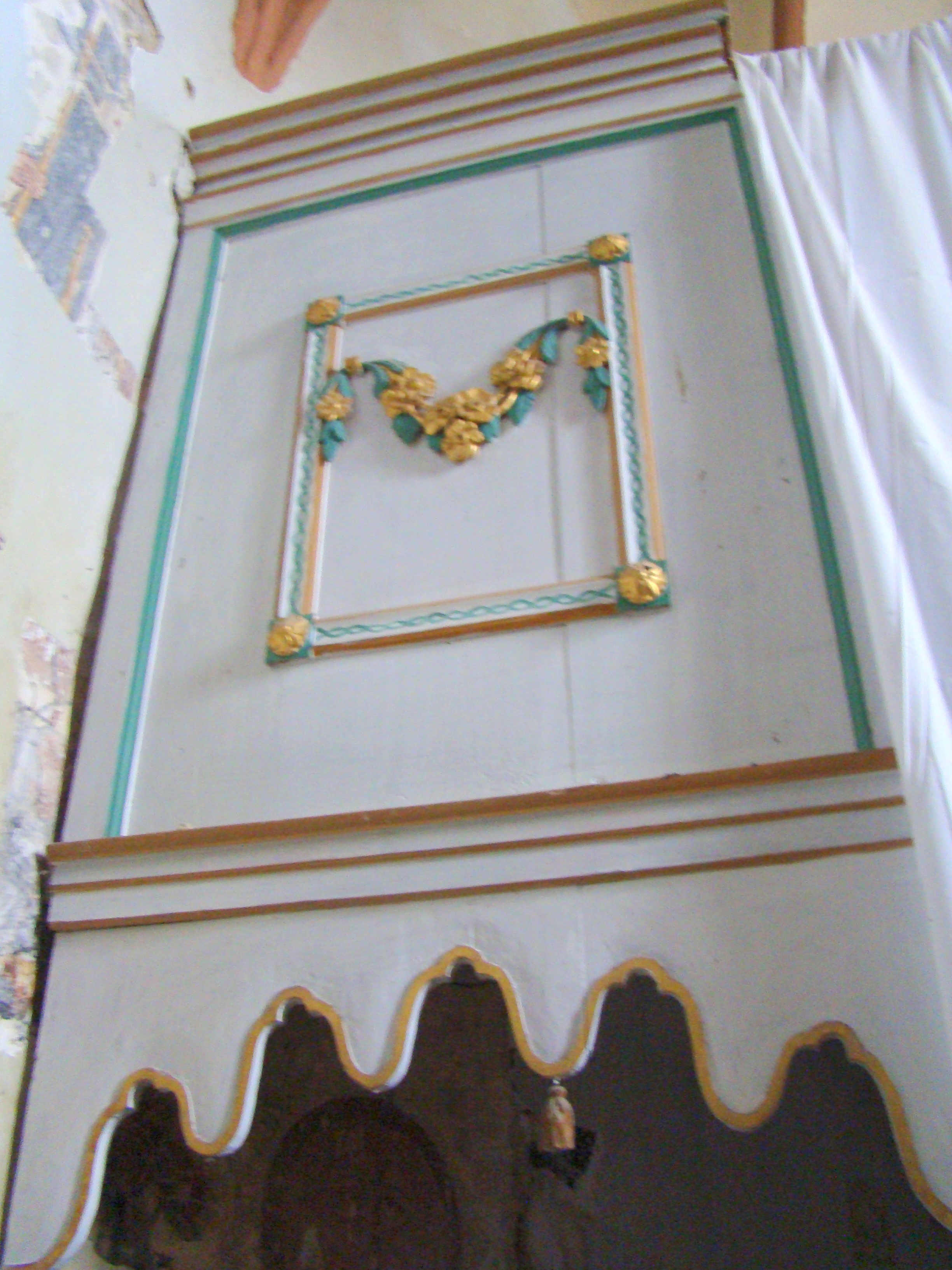

1. ↑  Orgeldatei der Evangelischen Kirche A.B. in Rumänien : Radeln / Roadeş / Rádos, Kronstadt / Braşov - Petrus Gottlieb SCHNEIDER, orgeldatei.evang.ro